# Klippe (Münze)

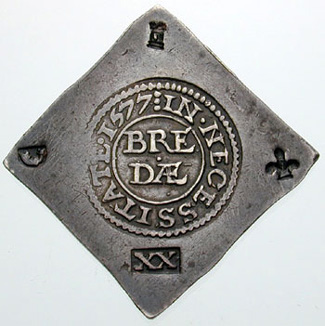
Diese Silberklippe zu 20 Stuiver wurde 1577 anlässlich der Belagerung von Breda ausgegeben

Klippen sind eckige Münzen oder Medaillen. Klippen wurden aus verschiedenen Metallen hergestellt und waren häufig Belagerungs- und Notmünzen. Seit dem 17. Jahrhundert wurden häufig Gedenkmünzen aus Silber oder Gold als Klippen geprägt; heute spielen sie eine große Rolle auf dem Markt für Sammlermünzen.

## Etymologie
In Skandinavien werden die dort erstmals um 1460 unter König Christian I. von Dänemark, Norwegen und Schweden gefertigten quadratischen Münzen als Klipping bezeichnet. Das Wort bezieht sich auf das damals übliche Verfahren zur Herstellung der Münzen und ist vom schwedischen klippa („schneiden“, „scheren“, „abknipsen“) abgeleitet. Der Begriff wurde später in der Numismatik international gebräuchlich, so heißen Klippen auch im Englischen klippe.

## Geschichte
Eckige Münzen (viereckig, dreieckig, mehreckig oder unregelmäßig geformt) sind in großer Vielfalt bereits aus der Antike bekannt. Sie wurden unabhängig voneinander in mehreren Kulturen gefertigt; teilweise als alleinige Form für einen langen Zeitraum, in anderen Fällen zusammen auch mit runden Münzen. Die Herstellung unter schwierigen Bedingungen wie zum Beispiel Zeitdruck und fehlendes Werkzeug oder Personal, führte dazu, dass Notmünzen und Belagerungsmünzen im von kriegerischen Auseinandersetzungen erschütterten Europa des 16. und 17. Jahrhunderts häufig als Klippen gefertigt wurden. Aus diesen beiden Jahrhunderten sind besonders viele Klippen überliefert. Bemerkenswert ist, dass die Münzen trotz der widrigen Umstände, wie einer gegenwärtigen Bedrohung durch feindliche Truppen, fast immer aus den damals in der Münzprägung üblichen Edelmetallen hergestellt wurden. Notfalls wurde zu diesem Zweck höfisches Silbergeschirr
oder Kirchensilber zerschnitten – wie 1610 bei der Belagerung von Jülich oder 1583 für die Bonner Belagerungsmünzen von 1583. Es gibt allerdings frühe Beispiele für die Anfertigung von Belagerungsmünzen aus unedlen Metallen wie Zinn oder Blei, und im 20. Jahrhundert wurde für Notmünzen häufig Eisen oder Zink verwendet.

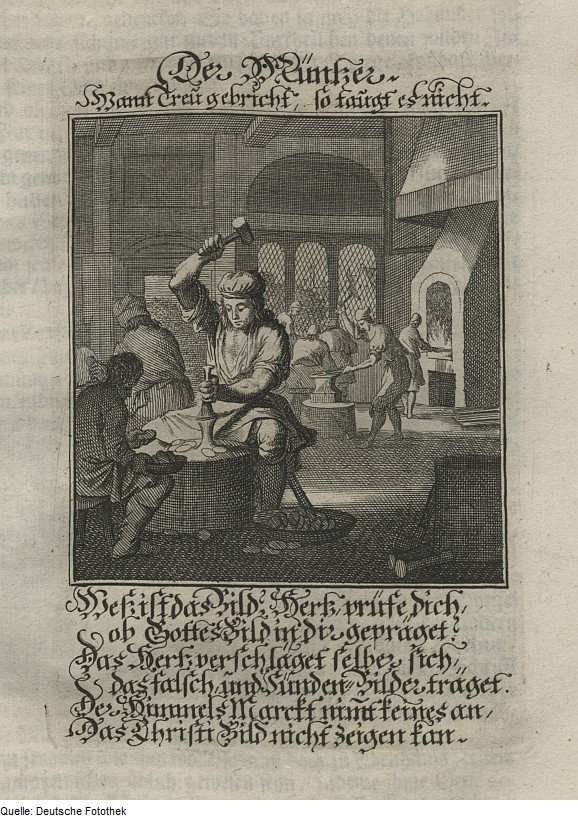
Arbeit in einer Münzwerkstatt vor der Einführung von Maschinen

Die Technik der Münzenprägung lässt sich durch die Untersuchung der archäologischen Fundstücke auf die Materialzusammensetzung und auf Spuren der Bearbeitung für antike Münzen gut rekonstruieren. Der römische Historiker und Schriftsteller Gaius Plinius Secundus hat in den Büchern 33 und 34 seiner Naturalis historia um 77 n. Chr. Einzelheiten zur Metallverarbeitung in der Antike hinterlassen. Andere antike Autoren äußerten sich über Münzgewichte und die Art der zu verwendenden Edelmetalle. Zur Herstellung von Münzen selbst gibt es erst seit dem Mittelalter wieder schriftliche Überlieferungen in nennenswertem Umfang.
Noch während der frühen Neuzeit war die Münzprägung in Europa ein Handwerk. Bis zu den ersten Mechanisierungen der Arbeitsgänge wurde das Münzmetall in Stücke, die Zaine, gegossen. Diese wurden in der Münze vom Zainmeister zunächst eingeebnet und auf die für die Münzen vorgesehenen Maße und Stärke geschlagen. Anschließend schnitt der Schrotmeister die Schrötlinge mit der Benehmschere aus dem Metall, die nach dem Vorgang erneut mit Hammerschlägen geebnet werden mussten. Alternativ wurden die Schrötlinge mit einem geeigneten Werkzeug aus dem auf die richtige Stärke gebrachten Zain gestanzt. Schließlich erhielt der Setzmeister die vorbereiteten Schrötlinge und brachte die Prägung darauf auf. Das Zerschneiden der Zaine oder Platten in quadratische, rechteckige oder rautenförmige Schrötlinge ließ sich schneller bewerkstelligen und hinterließ dadurch weniger Reste zum erneuten Einschmelzen. Eine derartige Entwicklung von runden zu viereckigen Münzen, aus Gründen der Arbeitserleichterung, wird als Anstoß für die umfangreiche Prägung von Klippen in Salzburg im 16. und 17. Jahrhundert angenommen.
Bei den in der Mitte des 16. Jahrhunderts in die Münzprägung eingeführten Walzenprägewerken konnten die Zaine als solche in die Maschine gegeben werden. Hierbei wurde mit zwei gegenläufigen Walzen das Material exakt auf die gewünschte Stärke gebrachte und zugleich mehrere Münzbilder eingedrückt (vier bis sechs große und/oder bis zu 19 kleine Bilder). Die fertigen Münzen mussten nur noch aus dem bearbeiteten Zain ausgestoßen werden. Das im 17. Jahrhundert eingeführte Taschenwerk hatte nur noch zwei Prägestempel – für die Vorder- und Rückseite der Münzen – die gleichzeitig, zwischen den hindurchgeführten Zainen in einem Arbeitsschritt, eine Reihe von Münzbildern aufprägten.
Ein Nachteil dieser Prägemaschinen bestand darin, dass die Prägestempel für kreisrunde Münzen eine ovale Form haben mussten, weil die rotierenden Walzen das Abbild verzerrt auf die Zaine aufbrachten. Ihr Vorteil, in Bezug auf die Fertigung von Klippen, bestand darin, dass, abgesehen von der Anfertigung der Prägestempel, jeder gewünschte Umriss der Münzen mit ähnlichem Aufwand produziert werden konnte. Allerdings wurden die Rohlinge beim Durchlaufen der Walzen nicht nur bezüglich der unerwünschten Verzerrung der Bildseite verformt, sondern auch gebogen. Das hatte zur Folge, dass sich die hergestellten Münzen nicht mehr einwandfrei aufstapeln ließen. Da dieser Mangel nicht durch eine Anpassung der Prägestempel abgestellt werden konnte, kam man bald von den Walzenprägemaschinen ab und führte Maschinen ein, bei denen die Münzen mit einem senkrecht auftreffenden Stempel geschlagen werden konnten. Das nächste neue Werkzeug in der Münzproduktion, das Klippwerk, war nur für kleine Münzen zu gebrauchen. Dadurch war das Problem der Verformung der Schrötlinge gelöst. Die allgemeine Einführung der Spindelwerke am Ende des 17. Jahrhunderts machte die Form und Größe der Münzen schließlich unbedeutend. Es stellte sich, in Bezug auf Alltagsmünzen, heraus, dass die Produktion von Klippen gegenüber runden Münzen nicht mehr genug Vorteile bot, um die praktischen Nachteile beim Gebrauch der Münzen aufzuwiegen.
Doch seit dem 16. Jahrhundert kamen Klippen häufiger als Prägungen zu besonderen Anlässen in Umlauf. Nun waren es, im Gegensatz zu den ersten für den Umlauf bestimmten Klippen mit kleinen Nennwerten wie dem schwedischen Fyrk, oft Münzen aus Silber oder Gold mit hohen Wertangaben. Beispiele für solche Klippen sind die Salzburger Klippen zur Erinnerung an die Unterdrückung des Aufstandes der Salzburger Bürgerschaft gegen ihren Erzbischof von 1523. Ebenso zahlreiche Ausgaben zur Feier des Westfälischen Friedens (Freie Reichsstädte Münster und Nürnberg); auch von Jahrestagen der Reformation (Freie Reichsstadt Nürnberg) oder von Geburten, Taufen, Todestagen und Staatsbesuchen (Kurfürstentum Sachsen).

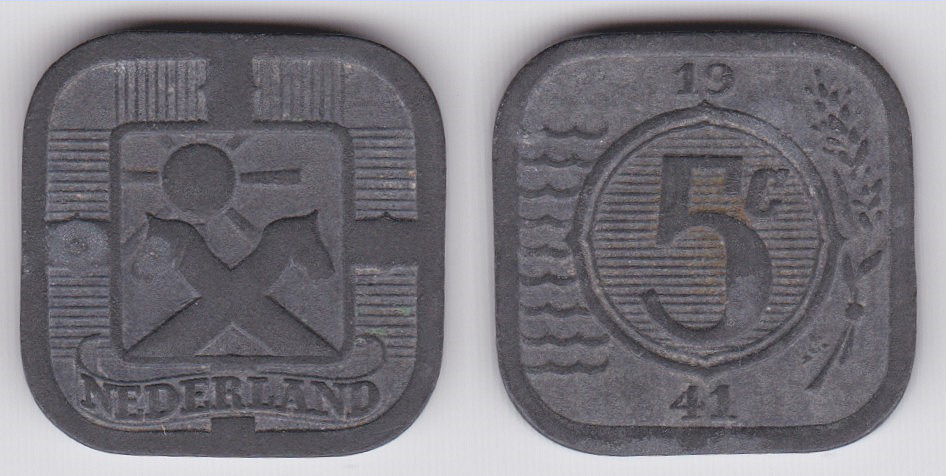
Zink-Klippe zu 5 Cent aus dem Zweiten Weltkrieg, Niederlande unter deutscher Besetzung

Jenseits des Münzwesens wurden im 17. und 18. Jahrhundert Klippen oft als Form für Schieß- und Schulprämien gewählt. Die entsprechenden Stücke bilden in der Numismatik die eigene Gattung der Schießklippen. Diese Medaillen könnten ihren Ursprung in den 1678 im Kurfürstentum Sachsen geprägten Silberklippen zur Eröffnung des Dresdener Schützenhauses haben. In Sachsen wurden in den folgenden Jahrzehnten noch weitere Silberklippen anlässlich von Schützenwettbewerben ausgegeben. Darüber hinaus gab es in vielen Staaten weiter Prägungen von Gold- und Silberklippen, häufig als Gedenkmünzen mit hohen Nennwerten, die durch ihre, von üblichen Münzen abweichende Gestaltung zusätzlich auffielen.
Ab dem Beginn des 18. Jahrhunderts waren in mehreren Fällen wirtschaftliche Motive für die Herstellung von Klippen maßgeblich. Der Mangel an Silber und Gold und das Bedürfnis zur Verarbeitung von in großen Mengen verfügbarem Kupfer im Königreich Schweden und dem Russischen Kaiserreich führten zur Herstellung von Kupfermünzen in beachtlichen Dimensionen, die gleichwohl gesetzliche Zahlungsmittel waren.
Die Rolle der Klippe als Kriegs- und Besatzungsmünze reichte bis weit in das 20. Jahrhundert. So wurden 1915 in der belgischen Stadt Gent unter der deutschen Besetzung im Ersten Weltkrieg quadratische Klippen aus Messing herausgegeben, spätere Prägungen aus dem gleichen Anlass waren rund. Im Zweiten Weltkrieg wurden die quadratischen Münzen der deutschen Besatzungsmacht in den Niederlanden aus Zink gefertigt. Für den normalen Geldverkehr vorgesehene Klippen sind in der neueren Zeit nicht häufig, doch es gibt sie immer noch; so zum Beispiel auf den Niederländischen Antillen und in Chile. Das sind oft Kursmünzen mit den kleinsten Nennwerten eines Staates, hergestellt aus einer preiswerten Legierung, und in einer abweichenden Form um Verwechslungen auszuschließen.
In den meisten Fällen handelt es sich bei den heute geprägten Klippen um Gedenkmünzen. Die Wahl der ungewöhnlichen Form erfolgt mit Blick auf den Sammlermarkt. Eine anteilsmäßig größere Bedeutung haben Klippen noch bei den Medaillen; hier erscheint die ungewöhnliche Form attraktiv. Eine der ursprünglichen Motivationen zur Herstellung eckiger Gepräge, die Vereinfachung der Münzherstellung, besteht jedoch nicht mehr. Mit modernen Werkzeugen kann die Verwendung anderer als runder Schrötlinge Probleme bereiten.

## Beispiele

### Antike: griechische, römische und indische Klippen

#### Antikes Griechenland

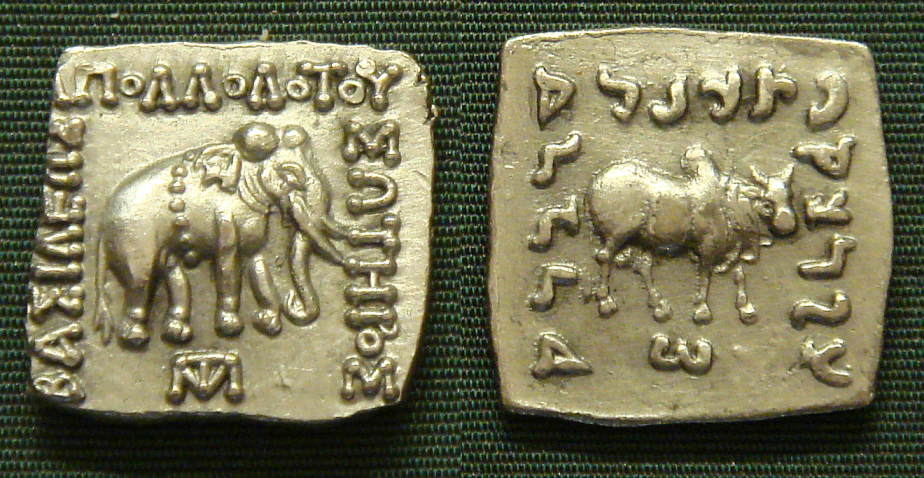
Griechisch-Baktrisches Königreich, zweisprachige Silberklippe von Apollodotos I. (reg. ca. 180–160 v. Chr.)

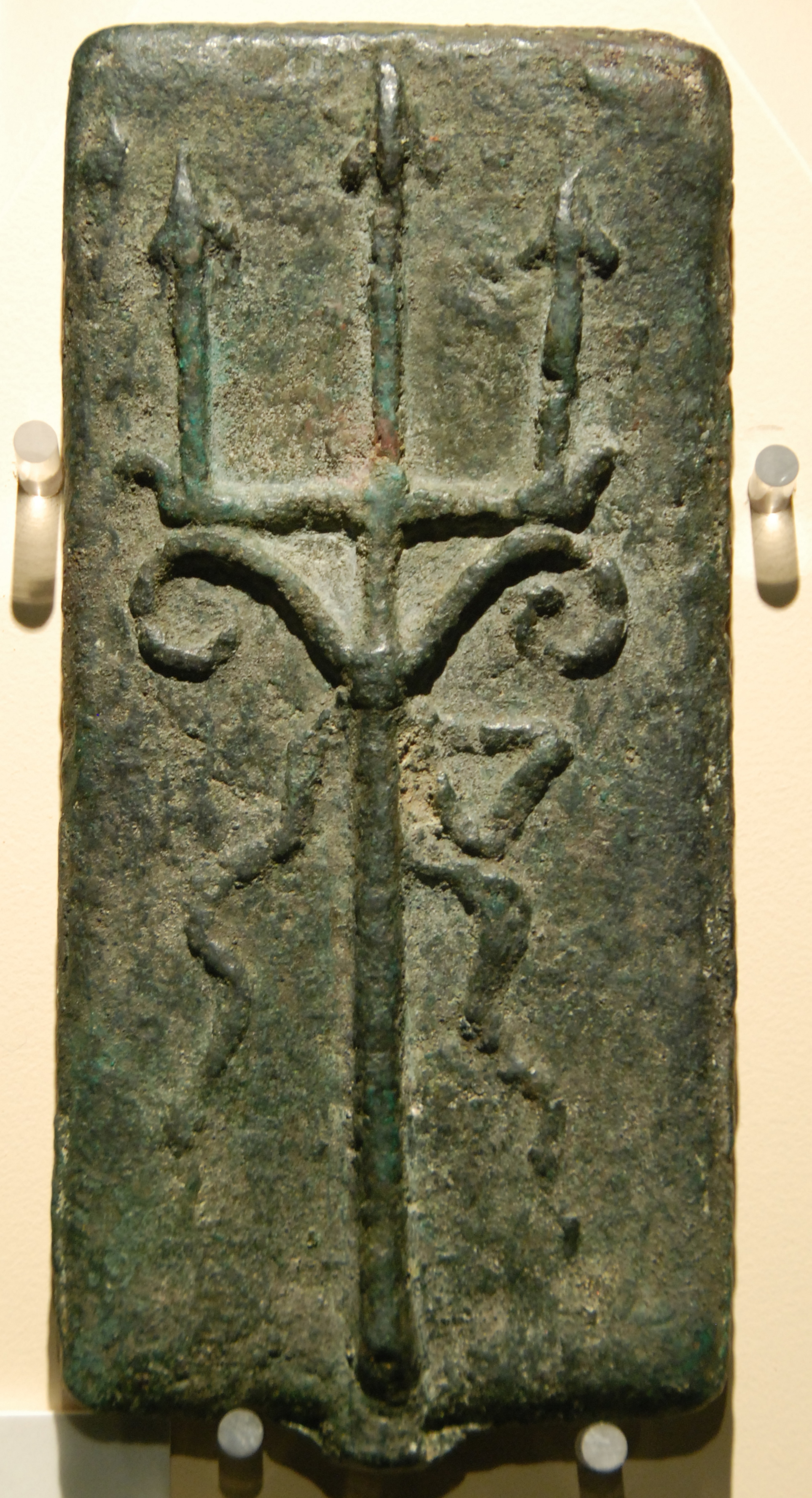
Römisches Reich, Aes signatum mit Dreizack, ca. 260 v. Chr.

Die Begründung des griechischen Münzwesens wird den Lydiern des siebten Jahrhunderts v. Chr. zugeschrieben, von dort breiteten sich Münzen zunächst nach Ionien und weiter über den ganzen griechischen Einflussbereich aus. Dabei wurde die runde Form bevorzugt und die in großer Vielfalt aus dem Griechisch-Baktrischen Königreich und dem Indo-Griechischen Königreich überlieferten Klippen bilden eine Besonderheit. Sie stammen aus der östlichsten Region des griechischen Einflussbereichs, der sich bis in das heutige Afghanistan und Indien erstreckte, und aus den letzten beiden Jahrhunderten vor der Integration Griechenlands in das Römische Reich. Ihre Form haben diese Münzen von indischen Münzen übernommen, und im Gegensatz zu den runden Münzen der Heimat wurden die Schrötlinge nicht gegossen, sondern aus Metallplatten quadratisch ausgeschnitten. Die Form der Münzen stellt eine der durch Münzen zu belegenden Anpassungen der Griechen an die Kultur der eroberten Gebiete dar.
Von besonderem Interesse ist die abgebildete Silberdrachme mit einem Gewicht von etwa 2,4 g bei einer Kantenlänge von 15 mm wegen ihrer zweisprachigen Inschriften. Sie trägt auf einer Seite die Abbildung eines Elefanten mit einem Seil um den Bauch, an dem Glocken befestigt sind, dazu eine griechische Inschrift. Die andere Seite zeigt ein Zebu und eine Beschriftung in Kharoshthi. Diese zweisprachige Gestaltung der Münzen wurde fast ein Jahrhundert lang von den Herrschern Baktriens beibehalten. Die Münzen unterscheiden sich in den dargestellten Tieren oder Symbolen und können mit Hilfe des Wortlauts der Inschriften einem Herrscher zugeordnet werden. In vielen Fällen kann die Regierungszeit eines baktrischen Herrschers, oder sogar seine Existenz, nur mit Hilfe von Münzfunden belegt werden. Die Zweisprachigkeit der Beschriftungen war nicht auf das Indo-Griechische Königreich beschränkt, so wurden im ersten Jahrhundert v. Chr. in Judäa Münzen mit griechischer Beschriftung auf einer Seite und hebräischer Beschriftung auf der anderen Seite geprägt.

#### Römisches Reich
In der Frühzeit des Römischen Reichs wurden finanzielle Verpflichtungen oder Vermögen in „Stücken Vieh“ zum Ausdruck gebracht, der Begriff pecunia („Geld“ oder „Vermögen“) ist von pecus („Vieh“) abgeleitet. Eine erste Metallwährung waren die aera rudi oder aera infecti („rohes Erz“, „unverarbeitetes Erz“, Einzahl aes rude, aes infectum), gegossene Barren oder unregelmäßig geformte Metallbrocken aus Kupfer oder Bronze im Gewicht zwischen 2 g und 2,5 kg.
Ab etwa 320 v. Chr. wurden die Metallbarren beidseitig mit Darstellungen versehen, auch bei diesen aera signati entsprach ihr Gewicht dem von ihnen verkörperten Geldwert. Das abgebildete „Aes signatum“ mit dem Dreizack stammt von ca. 260 v. Chr. und wiegt etwa 1.150 g bei einer Abmessung von 8,8 × 18,3 cm. Auf der Rückseite trägt das Stück einen Hermesstab, oben mit zwei übereinander angeordneten Ringen. Der obere Ring ist offen und wird von zwei einander zugewandten Schlangen gebildet. Auch der Hermesstab ist, wie der Dreizack, von einem Band mit einer Schleife umschlungen.
Die Weiterentwicklung des aes signatum war das aes grave. Es wurde wie seine Vorgänger gegossen, aber es hatte eine runde Form und trug erstmals einen Nennwert, ausgedrückt als Ziffer oder als eine Zahl erhabener Kugeln auf der Oberfläche. Erst die aera gravi entsprachen in praktischer Hinsicht dem heutigen Münzbegriff. Obgleich viele dieser Metallbarren oder frühen Münzen formal als Klippen zu betrachten sind, werden die Stücke üblicherweise nicht als Klippen bezeichnet, sondern von Numismatikern mit ihren lateinischen Bezeichnungen, z. B. „Aes signatum“ angesprochen.

#### Indien von der Antike bis heute

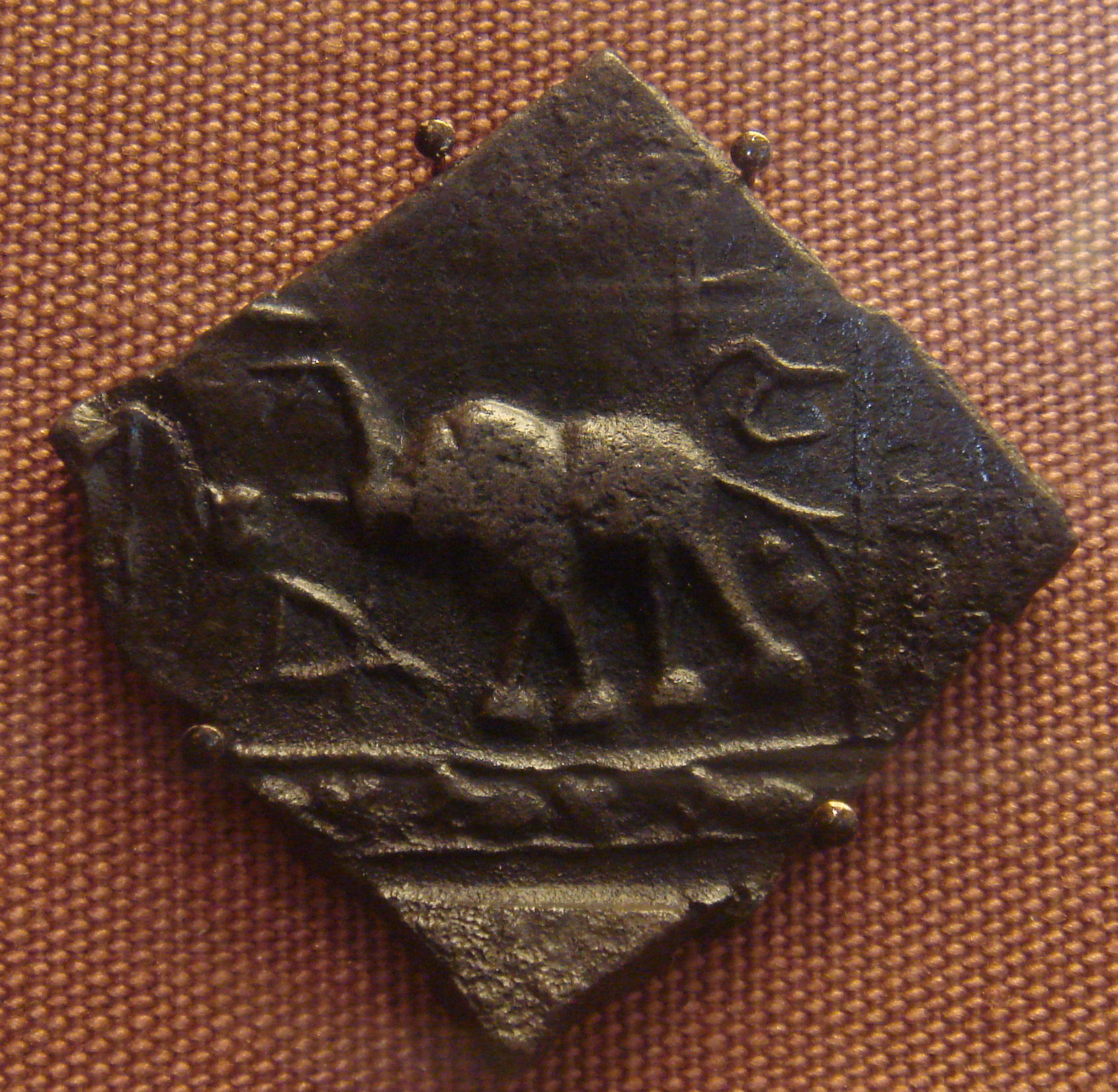
Bronzeklippe, westliches Indien, etwa 1. Jahrhundert v. Chr.

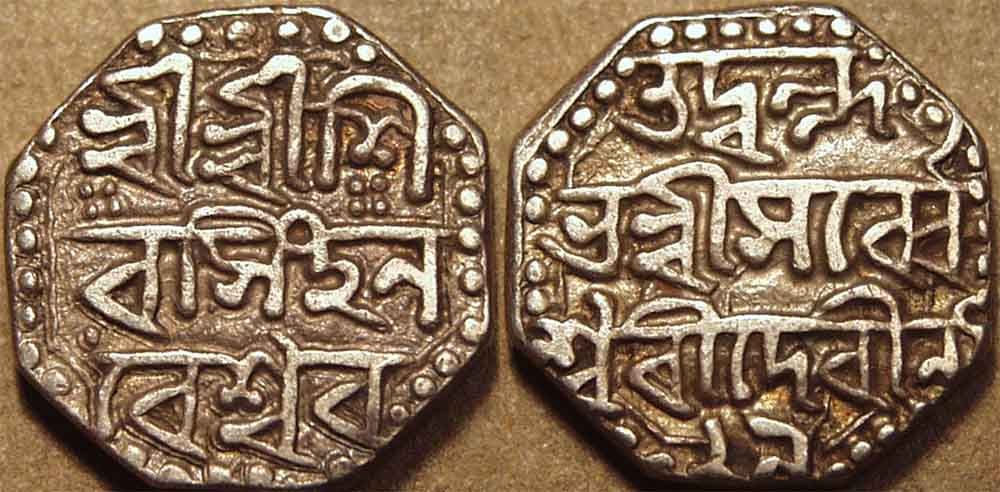
Eine halbe Rupie aus Silber, Königreich Ahom unter König Rudra Simha (1696–1714), der Text erwähnt Königin Sarvveshwari

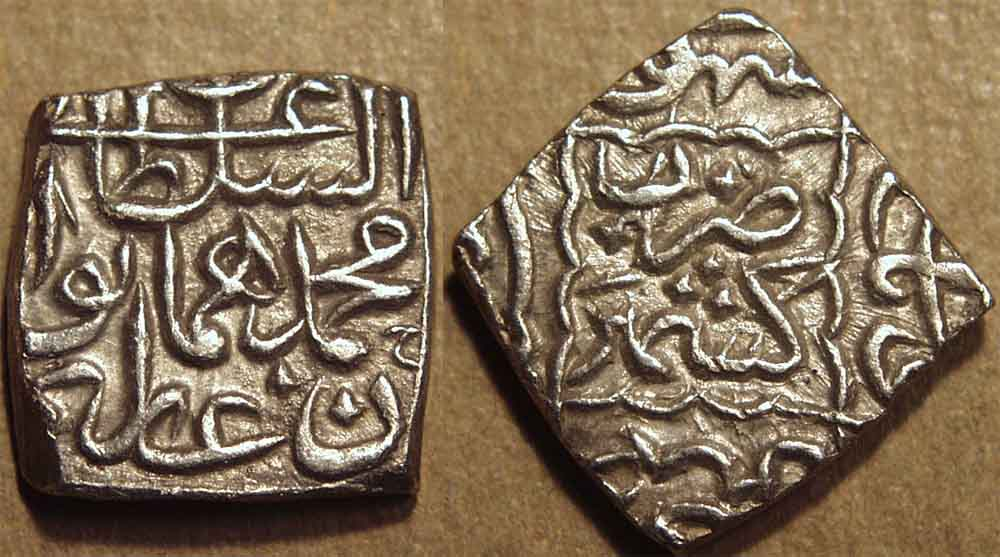
Silberklippe, ausgegeben von Nasir ud din Muhammad Humayun, dem zweiten Großmogul, zwischen 1530 und 1556

Auf dem indischen Subkontinent gibt es mindestens seit dem 5. Jahrhundert v. Chr. Münzen. In der nordindischen Region Malwa, in der Umgebung der heutigen Stadt Ujjain, wurden bereits vor unserer Zeitrechnung quadratische Klippen hergestellt. Die verwendeten Metalle waren bereits zu dieser Zeit vielfältig, es wurden Bronze, Kupfer, Silber und Gold verwendet.

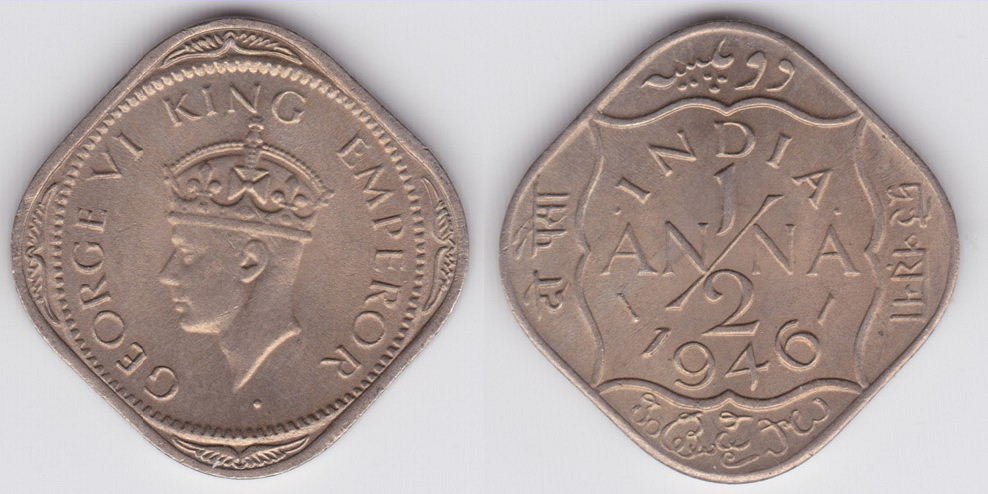
Bronzeklippe zu 1/2 Anna, Britisch-Indien 1946, ausgegeben im Jahr vor der Unabhängigkeit

Bis in die Gegenwart, ungeachtet der Einflüsse durch Invasionen der Griechen, Araber, Perser und Europäer, hat es in vielen indischen Staaten Klippen gegeben. Sie waren in einigen Regionen der Normalfall und runde Münzen die Ausnahme. Im indischen Münzwesen entwickelten sich oft lokale Münztraditionen, die ihre bevorzugten Formen und Motive über Generationen oder gar über Jahrhunderte beibehielten, und in Einzelfällen der Besiedelung einer Region durch ein anderes Volk standhielten. So wurden die Merkmale der frühindischen Münzen durch die griechischen Eroberer übernommen, namentlich die Darstellungen indischer Gottheiten und die im griechischen Einflussbereich sonst unbekannte quadratische Form. Nach dem Niedergang der griechischen Kultur blieben die Münzen unter der folgenden Herrschaft quadratisch.
Diese räumlich begrenzten Traditionen hatten zur Folge, dass in größeren Reichen, wie dem Griechisch-Baktrischen Königreich, den Reichen der Maurya, Kuschana und Gupta oder dem Mogulreich zahlreiche verschiedene Münzsorten umliefen. Viele der mehr als 600 indischen Fürstenstaaten hatten die Münzhoheit in ihrem Staatsgebiet. Klippen sind von diesen Fürstentümern in großer Vielfalt geprägt worden. Manche Staaten gaben überhaupt nur Klippen aus.
Auch die britischen Kolonialherren passten sich der Tradition quadratischer Münzen, mit einigen Ausgaben, an. Klippen waren in Britisch-Indien bis zur Unabhängigkeit von Indien und Pakistan im Jahr 1947 im Umlauf. Bis kurz vor Ende des 20. Jahrhunderts prägte Pakistan quadratische Klippen als Umlaufmünzen. Dasselbe galt für das 1937 aus Britisch-Indien ausgegliederte Birma (heute Myanmar), und noch vor wenigen Jahren waren indische Münzen zu 2 Rupien 11-eckig.

### Klippen
Der Zerfall der großen Reiche – in Indien des Gupta-Reiches, in Europa die griechischen und römischen Reiche –, wirkte sich direkt auf den Umfang des Handels und mittelbar auch auf die Münzproduktion aus. So nahm die Anzahl und die Vielfalt der Münzen hier wie dort deutlich ab. Doch, sowohl aus dem Indien des Mittelalters als auch aus Europa, sind auch aus dieser Zeit Klippen bekannt. Die übliche Form der Münzen war rund, aber es gibt Beispiele von Klippen aus dem Byzantinischen Reich, und in Bayern wurden außerdem Pfennige als Klippen hergestellt.
Die meisten Belagerungs- oder Kriegsklippen wurden im Zusammenhang mit den Kriegen im 16. und 17. Jahrhundert ausgegeben.

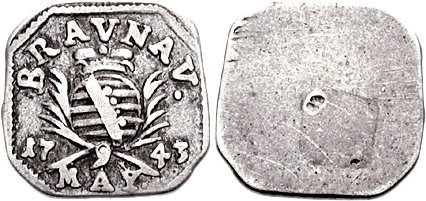
Braunauer Notklippe im Wert von 6 Kreuzer mit der Jahreszahl 1743.

Alleine während der Ersten Wiener Türkenbelagerung 1529 wurden mehrere Klippen ausgegeben; im Schmalkaldischen Krieg waren es mindestens vier Kriegsparteien die Notklippen ausgaben. Im Dreißigjährigen Krieg mit seinen großen Truppenbewegungen entstand die größte Zahl der heute bekannten Kriegsklippen. Der wesentliche Grund dafür war nicht die materielle Not der Menschen in den belagerten Städten und Festungen, sondern ab dem Schmalkaldischen Krieg und ganz besonders im Dreißigjährigen Krieg die Notwendigkeit, die meist gedungenen Söldner für ihre Kriegsdienste zu bezahlen. Eine Unterscheidung kann dahingehend getroffen werden, dass manche Kriegsklippen von militärischen Kommandanten ausgegeben wurden, wie 1610 und 1621–1622 in Jülich. Andere Prägungen wurden hingegen von den Fürsten veranlasst, ohne direkten Zusammenhang mit Kriegshandlungen, um die durch einen Krieg belastete Staatskasse zu sanieren. Ein Beispiel dafür sind die Jülicher Klippen von 1543.

#### Königreiche Dänemark, Norwegen und Schweden im 15.und 16.Jahrhundert

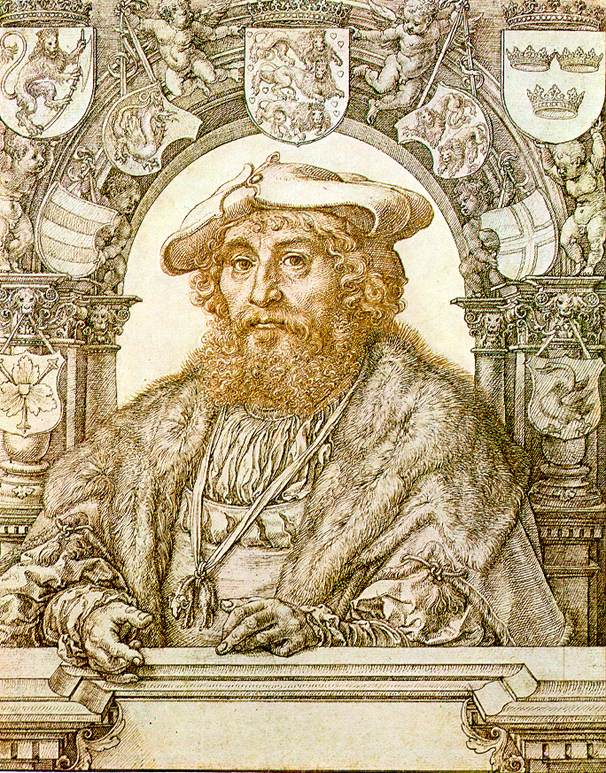
Christian II. von Dänemark, Norwegen und Schweden, „Kong Klipping“

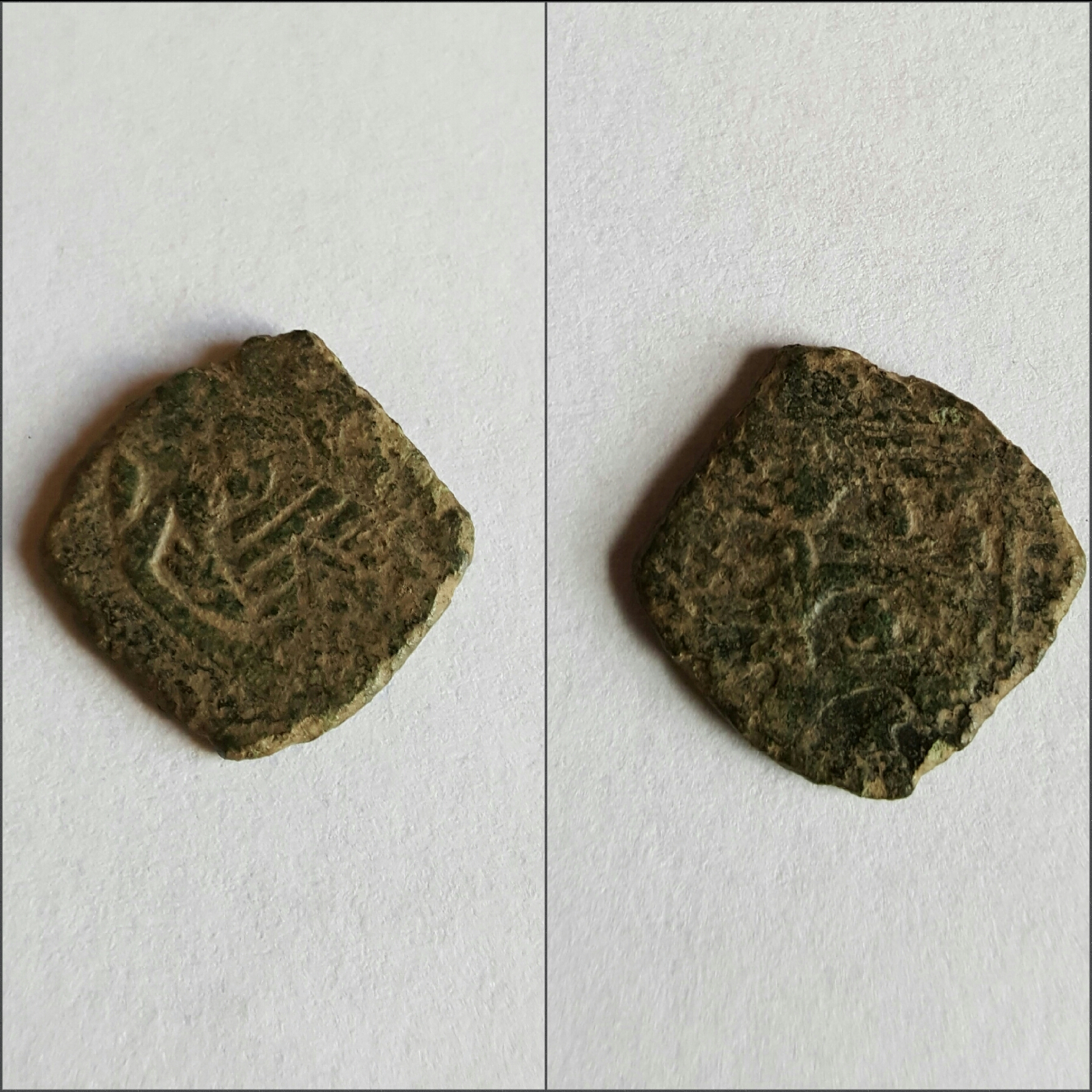
Eine Klippe des Königs Christian II.

Die ersten skandinavischen Klippinge entstanden bereits Mitte des 15. Jahrhunderts. Doch erst im Zusammenhang mit dem Schwedischen Befreiungskrieg wurden zwischen 1519 und 1523 sowohl von König Christian II. von Dänemark, Norwegen und Schweden als auch von seinem Gegner Gustav I. Wasa in großen Mengen Klippinge ausgegeben. Die Klippinge Christians gab es in vier Wertstufen, 14 Penninge aus Silber, 6 Penninge aus schlechtem Silber, sowie Kupfermünzen zu 4 und 3 Penningen. Christian II. wurde wegen der großen Zahl der von ihm herausgegebenen Klippen mit dem Beinamen Kong Klipping („König Klipping“) belegt. Auch nachfolgende Könige gaben Klippinge heraus, so Christian III. von Dänemark und Norwegen von 1534 bis 1535. Während des Dreikronenkriegs von 1563 bis 1570 stellten sowohl Friedrich II. von Dänemark und Norwegen, als auch Erik XIV. von Schweden Klippinge her, deren Metallgehalt unter ihrem Nennwert lagen.

#### Erzstift Salzburg im 16.und 17.Jahrhundert

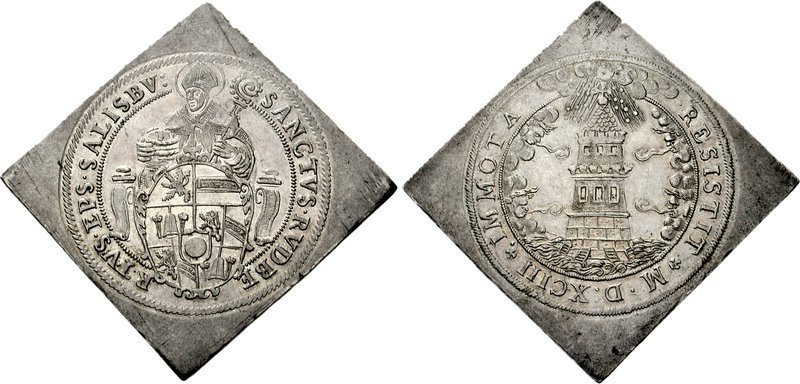
Turmtaler (Klippe) von 1593, Wolf Dietrichs von Raitenau, Erzbischof von Salzburg

Das Erzstift Salzburg war seit Mitte des 14. Jahrhunderts und bis zur Säkularisation 1803 als weltlicher Herrschaftsbereich des Fürsterzbischofs von Salzburg ein Staat im Heiligen Römischen Reich. Fürsterzbischof Leonhard von Keutschach (reg. 1495–1519) führte das wirtschaftlich darniederliegende Land zu einer wirtschaftlichen Blüte, die auch der Gold- und Silberförderung im Land zu verdanken war. Das Münzwesen wurde von ihm reformiert, und Salzburgs neuer Wohlstand spiegelte sich auch in der Münzproduktion wider. Ab 1512 wurde in Salzburg eine Vielzahl verschiedener Münzen geprägt. Zum Amtsantritt eines neuen Fürsterzbischofs wurden die Münzserien mit dem Porträt des neuen Herrschers versehen. Dazu erschienen zu zahlreichen Anlässen Gedenkmünzen; meistens runde Münzen, als auch Klippen.
Während des in Europa ungewöhnlich langen Zeitraums von etwa 200 Jahren wurden im Erzstift Salzburg Klippen geprägt; überwiegend Gold- und Silberklippen mit höheren Nennwerten. Einige der in Salzburg geprägten Münzen gehören zu den größten numismatischen Seltenheiten, manche existieren nur als Unikate in bedeutenden Museumssammlungen. So wurde im Jahr 1687 eine 175 g schwere Goldklippe zu 50 Dukaten geprägt, weitere Seltenheiten sind Probestücke, Fehlprägungen mit falschem Gewicht (z. B. 1/4 Taler auf einem Rohling zu 1 Taler), „Zwitter“, das sind Münzen die vorder- und rückseitig Abdrücke von Prägestempeln verschiedener Ausgaben tragen, oder Münzen, die von vornherein nur in wenigen Stücken geprägt werden sollten.

#### Herzogtum Jülich 1543–1622

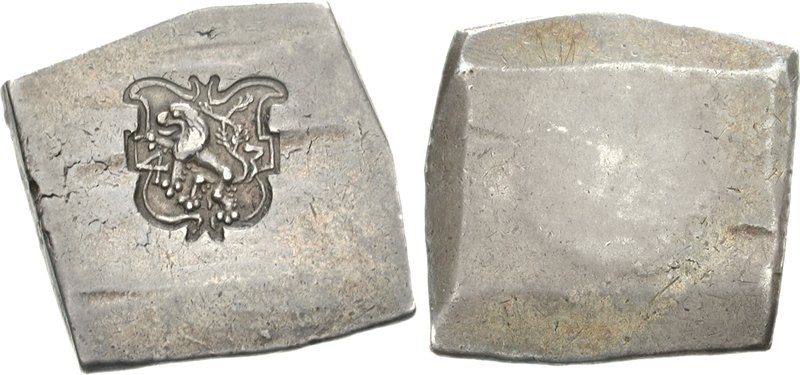
Kriegsklippe aus Silber, ausgegeben bei der Belagerung von Jülich 1543

Das Herzogtum Jülich befand sich im Rheinland, nordwestlich von Köln, und hatte wegen seiner Lage nahe der Niederlande eine erhebliche strategische Bedeutung. Im Laufe der Geschichte kam es zu drei großen Belagerungen der Stadt, nämlich 1543, 1610 und 1621–1622. Anlässlich aller drei Belagerungen wurden Klippen herausgegeben. Dabei handelt es sich bei den Jülicher Notklippen von 1543 noch um Kriegsmünzen, die ohne unmittelbaren Zusammenhang mit der Belagerung angefertigt wurden, um den Truppen ihren Sold ausbezahlen zu können. Erst die Klippen von 1610 und 1621/1622 waren Belagerungsmünzen im eigentlichen Sinn, ausgegeben vom jeweiligen Festungskommandanten.
Die Jülicher Notklippen von 1543 sind, heute noch mehr als die Ausgaben von 1610 und 1622, größte Seltenheiten in der Numismatik. Dazu trägt die schon ursprünglich niedrige Auflage ebenso bei, wie die Tatsache, dass die meisten Klippen als Silber eingeschmolzen und verbraucht worden sind.
Die Belagerungsklippen von 1610 wurden teilweise aus zerschnittenem Silbergeschirr hergestellt und hatten Wertstufen von einem bis zu 20 Talern. Dazu gab es eine Goldmünze zu 40 Talern. Die Münzen von 1621 erschienen im Nennwert von 2 Stübern bis zu einem Taler, die Wertstufen bis 20 Stüber sind auch als Klippen ausgegeben worden. Anders als die Klippen von 1547 und 1610 trugen sie Wertstempel in allen Ecken, um ein nachträgliches Beschneiden der Münzen zu erschweren.

#### Gotha 1567

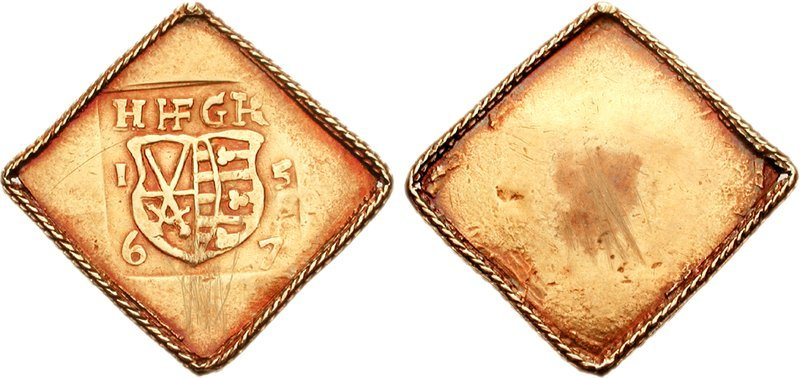
Goldene Belagerungsklippe, Gotha 1567

Nachdem die Brüder Johann Friedrich II. von Sachsen, Johann Wilhelm und Johann Friedrich III. elf Jahre lang das vom Vater geerbte Herzogtum Sachsen gemeinsam regiert hatten, einigten sich die älteren Brüder 1565 auf eine Teilung Sachsens. Johann Friedrich II. erhielt Coburg und Eisenach, und Johann Wilhelm Weimar. Johann Friedrich II. bezog seine Residenz in Gotha und forderte weiterhin für sich die, von seinem Vater unter Zwang aufgegebene, sächsische Kurwürde. Er nahm den mit ihm befreundeten Ritter Wilhelm von Grumbach bei sich auf, obwohl dieser schon seit November 1563 wegen Landfriedensbruchs unter Reichsacht gestanden hatte, und Kaiser Maximilian II. ihm verboten hatte, Wilhelm bei sich aufzunehmen. Wilhelm nahm auf Johann Friedrich Einfluss und versprach ihm, unterstützt durch einen Wahrsager und Hofbeamte, dass er die Kurwürde ohne kriegerische Auseinandersetzung zurückerhalten könne. Im Mai 1566 bestätigte der Reichstag die Acht über Wilhelm von Grumbach und beschloss ihre Vollstreckung. Am 12. Dezember 1566 wurde auch Johann Friedrich geächtet. Der mit der Reichsexekution beauftragte Kurfürst August von Sachsen belagerte ab dem 30. Dezember 1566 die Stadt Gotha und Burg Grimmenstein mit fast 10.000 Soldaten. Die Belagerung dauerte bis zur Kapitulation der Stadt am 11. April 1567, und am 18. April wurden Wilhelm von Grumbach und weitere Beteiligte an den später Grumbachsche Händel genannten Auseinandersetzungen auf dem Marktplatz von Gotha hingerichtet. Johann Friedrich II. verbrachte seine letzten 29 Lebensjahre in Festungshaft.

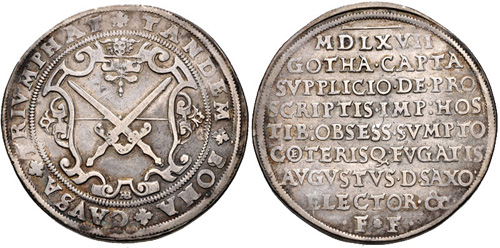
Silberner Taler auf die Einnahme von Gotha (1567), Münzstätte Dresden

Während der Belagerung Gothas wurden in der Stadt zur Versorgung der Bevölkerung Notklippen aus Gold und Silber in mehreren Varianten gefertigt. Die Klippen zeigen auf der Vorderseite das sächsische Wappen mit Kurschwertern, den Schriftzug „H HF G K“ für „Herzog Hans Friedrich Geborener Kurfürst“ und die vollständige oder auf zwei Stellen verkürzte Jahreszahl 1567. Es gibt ähnliche Klippen die die Jahreszahl 1547 tragen, und auf denen statt „H HF G K“ nur „H HF K“ steht. Dabei handelt es sich jedoch um Kriegsklippen von Kurfürst Johann Friedrich I. aus dem Schmalkaldischen Krieg. Außerdem gibt es die Klippen von 1567 mit einer rückseitigen Aufschrift, die sich auf die Gefangennahme des Herzogs beziehen. Es wird jedoch vermutet, dass diese Inschriften nachträglich auf vorhandenen Münzen aufgebracht worden sind.
Die Verwendung des Wappens mit Kurschwertern und des Herzog Johann Friedrich II., im Gegensatz zu seinem Vater, des ihm nicht zustehenden Titels des „Geborenen Kurfürsten“ auf den Klippen von 1567, kann auch als Propagandamaßnahme verstanden werden. Noch im selben Jahr reagierte Kurfürst August von Sachsen mit einer eigenen Ausgabe zum gleichen Anlass. Er ließ in Dresden einen Gedenktaler auf die Einnahme Gothas mit demonstrativ großem Kurschild prägen. Die lateinische Umschrift lautet übersetzt „Endlich siegt die gute Sache“, und die Inschrift auf der Rückseite „Als im Jahre 1567 die Stadt Gotha eingenommen, die Strafe an den geächteten belagerten Reichsfeinden vollzogen und die übrigen in die Flucht geschlagen worden, ließ August, Herzog zu Sachsen und Kurfürst, (diese Münze) machen.“

#### Breda 1577

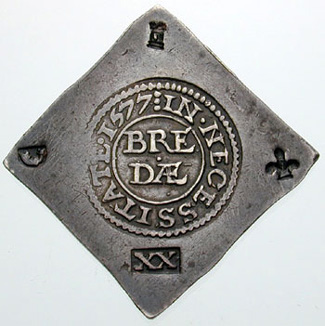
Silberklippe zu 20 Stuiver zur Belagerung von Breda, 1577

Während des Achtzigjährigen Krieges (1568–1648) zwischen den protestantischen nördlichen Niederlanden und Spanien wechselte die Herrschaft über Breda mindestens sechs Mal; die Stadt stand wiederholt unter Belagerung. Die erste Belagerung von Breda fand bereits 1577 statt. Am 4. November 1576 hatten in spanischen Diensten stehende Söldner, die seit Monaten unbezahlt geblieben waren, die Stadt Antwerpen geplündert. Die Übergriffe dauerten drei Tage, forderten 8.000 bis 10.000 Menschenleben, überwiegend Zivilisten, und führten zur Zerstörung eines Drittels der Antwerpener Wohngebäude. Später wurde die Plünderung Antwerpens als Spanische Furie bezeichnet. Nur wenige Tage später, am 8. November 1576, schlossen sich in der Genter Pazifikation zunächst Holland, Seeland und die südlichen Provinzen zusammen, um die spanischen Truppen von holländischem Boden zu vertreiben. Anfang 1577 bestand die Garnison in Breda nur aus 112 Mann spanischer leichter Kavallerie unter dem Kommandanten Antonio d'Avila und drei Kompanien deutscher Söldner in spanischen Diensten unter Oberst Freundsperg (in niederländischen Texten häufig Fronsberg). D'Avila verließ Breda am 7. Januar 1577 mit 50 Reitern, ranghöchster spanischer Offizier in der Festung war seither Leutnant Juan de Cembrano. Im März verließ auch er mit seinen Soldaten die Festung, die anschließend unter dem Befehl von Oberst Freundsperg stand.
Die Marodeure von Antwerpen flohen nach ihrer Tat, verfolgt von niederländischen Truppen unter Graf Philipp von Hohenlohe-Neuenstein und dem Antwerpener Stadtkommandanten Frédéric Perrenot von Champagney. Sie wurden nacheinander aus Bergen-op-Zoom, Wouw und Steenbergen vertrieben und Karl Fugger, einer ihrer Anführer, wurde gefangen genommen. Im Sommer 1577 befanden sich die Söldner unter dem Kommando von Oberst Freundsperg in Breda. Der von den niederländischen Truppen unter Graf Hohenlohe um die Stadt gezogene Ring wurde immer enger, zugleich versuchten die Niederländer, die deutschen Truppen durch Verhandlungen und Bestechung zum Verlassen der Stadt zu bewegen. Am 11. und 15. August erhielten die Deutschen Geld, doch die Bestechung blieb ohne Wirkung. Am 22. August wurde die Garnison noch mit drei deutschen Kompanien aus Antwerpen verstärkt. Dadurch verschlimmerte sich die ohnehin angespannte Finanzsituation der Bredaer Bürgerschaft, die für die Verpflegung, Unterbringung und Besoldung der fremden Soldaten zu sorgen hatte und von den Deutschen fortwährend mit überhöhten finanziellen Forderungen konfrontiert wurde.
Am 24. August wurden die Bredaer Bürger angewiesen, Silber für die Herstellung von Notmünzen in das Rathaus zu bringen. Zugleich wurde verordnet, dass die daraus gefertigten Silberklippen als Zahlungsmittel anzunehmen seien. Da diese Maßnahme nicht ausreichte, wurden ab dem 4. September 1577 Klippen aus Zinn und Blei hergestellt, die Annahme dieser Münzen wurde angeordnet. Während weniger Wochen wurden daher Notmünzen als mindestens fünf verschiedenen Typen herausgegeben.
Nach zähen Verhandlungen zwischen den Truppen des Grafen von Hohenlohe und Oberst Freundsperg zahlte Breda den deutschen Besatzern am 3. Oktober 1577 noch einmal 3.900 Karlsgulden als Sold für zehn Tage, und die Truppen verließen Breda am folgenden Tag. In der Zeit vom 16. Juli bis zum 4. Oktober hatte die Stadt Breda an die Deutschen 31.119 Gulden und 8 Stüber gezahlt, weit mehr als das Anfertigen der Bredaer Notklippen erbracht hatte. Auch nach der Belagerung entstanden Kosten; ein von Goldschmieden gefertigtes Geschenk der Bredaer Bürger an die Herzogin von Nassau, Ehefrau von Wilhelm I., kostete 3.000 Gulden. Ein Rittmeister an Wilhelms Hof erhielt eine Sammlung von Notklippen, bestehend aus 4 Silberklippen zu 20 Stübern (oder einem Gulden), 8 Silberklippen zu 10 tübern, 7 Zinnklippen zu 3 Stübern und 10 aus Zinn zu einem Stüber.

### Klippen in Friedenszeiten vom 16.bis 19.Jahrhundert

#### Freie Reichsstadt Nürnberg 1578–1717

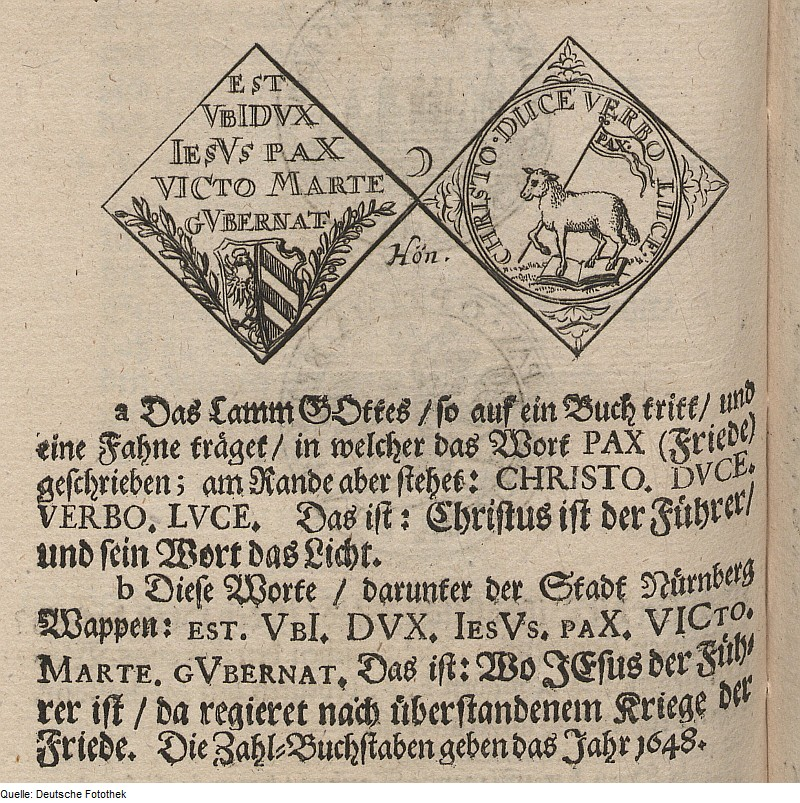
Dreifacher Nürnberger Lammdukat aus Gold, zur Feier des Westfälischen Friedens, 1648

Von 1562 bis 1613 wurden in der Freien Reichsstadt Nürnberg Silbermünzen zu drei Kreuzern geprägt, die vorne das Stadtwappen und auf der Rückseite den Reichsapfel in einer Raute zeigen. Diese Münzen wurden 1578 und 1584 auch als dreieckige Klippen herausgegeben.
Eine quadratische Goldklippe zu drei Dukaten von 1648 zeigte vorderseitig das Nürnberger Stadtwappen mit einem lateinischen Text und auf der Rückseite ein Lamm auf einer aufgeschlagenen Bibel stehend. Mit der Münze wurde des Westfälischen Friedens gedacht. Auf der Vorderseite trägt sie eine lateinische Inschrift mit teilweise größer geprägten Lettern als Chronogramm: „EST VBI DVX IESVS PAX VICTO MARTE GVBERNAT“, die Summe der Buchstaben, die eine römische Ziffer darstellen können, ergibt die Jahreszahl 1648.
1650 folgte eine weitere Münze zu drei Dukaten, die auf der Vorderseite die deutsche Inschrift „Gedächtnis des Friedensvollendungsschluss in Nürnberg 1650“ trägt, auf der Rückseite sind betende Hände über der Erdkugel dargestellt. Diese Münze wurde aus Anlass des Nürnberger Exekutionstages ausgegeben, von ihr existieren auch Stücke zu vier Dukaten. Es war nicht ungewöhnlich, dass besonders hohe Nennwerte als Klippen gefertigt wurden, und die außergewöhnliche Form wurde oft für Münzen verwendet, die zu einem besonderen Anlass herausgegeben wurden.

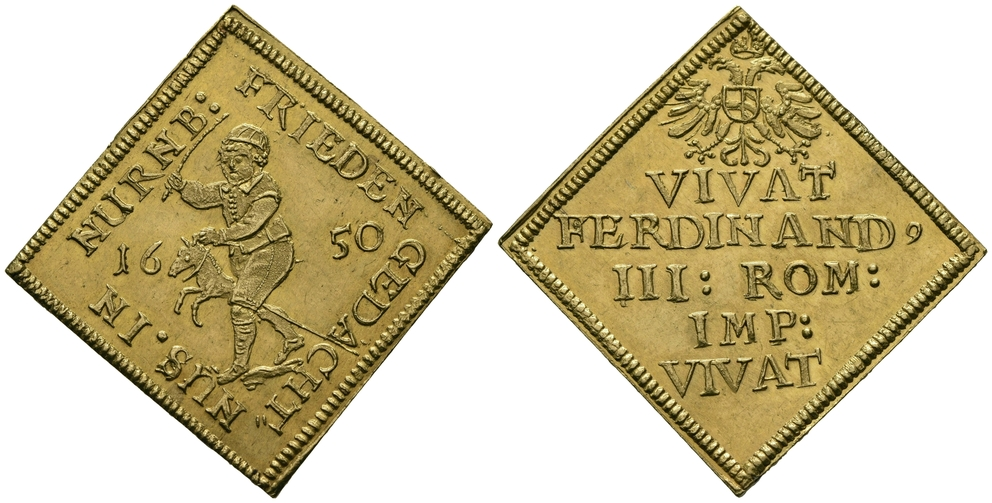
Reichsstadt Nürnberg, sogenannter Steckenreiter, ein Goldabschlag von den Stempeln der Silberklippe von 1650 auf den Westfälischen Frieden

Steckenreiter ist die volkstümliche Bezeichnung für eine Klippe der Reichsstadt Nürnberg von 1650 die ebenfalls auf den abgeschlossenen Friedenshauptrezess geprägt wurde, mit dem die Ausführungsbestimmungen des 1648 beendeten Dreißigjährigen Kriegs festgelegt wurden. Die Klippe zeigt einen kleinen Jungen mit Steckenpferd und auf der Gegenseite einen Reichsadler mit Nürnberger Brustschild über fünf Zeilen Schrift. Der sogenannte Steckenreiter kommt häufig als Silberklippe vor. In Gold, im Dukatengewicht geprägt, ist er selten.
Im Jahr 1700 wurde in Nürnberg eine ganze Serie quadratischer Goldklippen in Dukatenwährung geprägt. Die Münzen trugen auf der Vorderseite eine fliegende Taube über drei Wappen, und auf der Rückseite die Darstellung eines Lammes mit wehender Fahne über einer Erdkugel; sie wurden in Wertstufen von 1/16 Dukaten bis drei Dukaten hergestellt. Dazu gab es, teilweise mit einem späteren Prägejahr, runde Goldmünzen mit dem gleichen Motiv, diese auch zu 1/32 Dukaten, und Silberklippen. Mit dieser Ausgabe sollte der 50. Jahrestag des Nürnberger Exekutionstages begangen werden. Die Klippe zu einem Dukaten wurde in der Mitte des 18. Jahrhunderts noch zwei Mal nachgeprägt. Dukaten mit der gleichen allegorischen Darstellung, dem „Lamm Gottes auf der Weltkugel“, gab es in Nürnberg von 1632 bis 1806. Sie werden wegen ihres Motivs als „Lammdukaten“ oder „Lämmleindukaten“ bezeichnet, andere Namen sind nach dem Ausgabeanlass „Friedenswunschdukat“ und nach dem Brauch sie zum Jahreswechsel zu verschenken „Neujahrsdukat“.
Abgesehen von den genannten Nachprägungen war die Goldklippe von 1717 im Wert von 2 Dukaten die letzte als Klippe gefertigte Nürnberger Münze. Mit dieser Ausgabe wurden Martin Luther und die 200-Jahr-Feier der Reformation gewürdigt, die Vorderseite zeigt eine Hand über einem Kerzenleuchter und die Aufschrift der Rückseite lautet „Martinus Lutherus Theologiae Doctor“. Auch dieser Schriftzug ist ein Chronogramm, das aufgelöst die Jahreszahl 1717 ergibt.

#### Japan im 16.bis 19.Jahrhundert

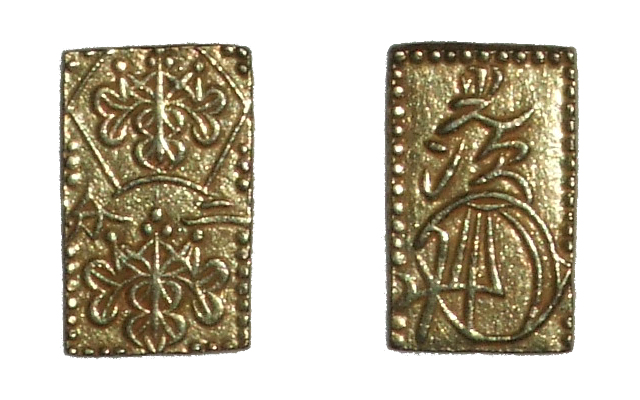
Goldklippe zu 2 Bu, 19. Jahrhundert

Die ersten Münzen erreichten Japan in den ersten Jahrhunderten nach Christi aus dem China der Han-Dynastie. Es wird jedoch angenommen, dass diese Münzen in Japan noch nicht als Währung, sondern wegen ihres Edelmetallgehalts als kostbare Geschenke galten. Die ersten in Japan hergestellten Münzen stammen aus dem späten siebten Jahrhundert, es waren runde Münzen aus Kupfer mit einem quadratischen Loch in der Mitte. Kurze Zeit später folgten runde Münzen aus einer 95-prozentigen Silberlegierung mit einem runden Loch in der Mitte.

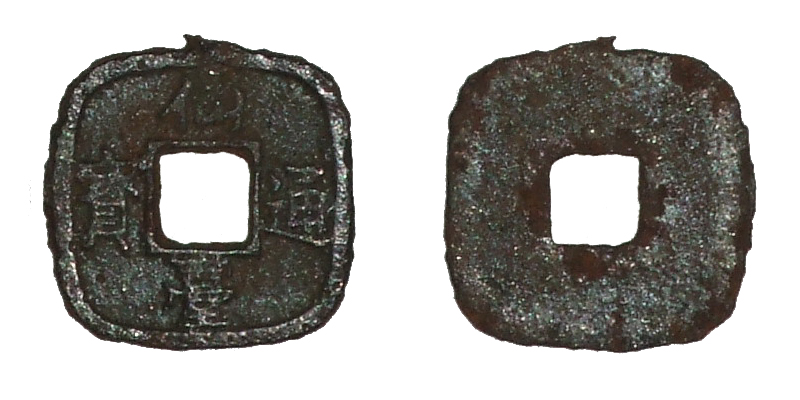
Kupferklippe zu 1 Mon der Stadt Sendai, 1784

Im 14. Jahrhundert wurde der Außenhandel Japans mit chinesischen Münzen abgewickelt. In einem 1323 vor Korea gesunkenen chinesischen Schiff, das nach Japan unterwegs war, fanden Archäologen 8 Millionen Münzen im Gewicht von 28 Tonnen. Dennoch bestand auch in Japan eine Münzproduktion für den internen Handel, die produzierten Münzen waren zunächst nur Kopien chinesischer Münzen. In den folgenden Jahrhunderten kam es immer wieder dazu, dass Reis die Münzen als Währung ablöste, weil die Qualität der Münzen gering war und die Menschen dem Währungssystem nicht vertrauten. Noch im frühen 17. Jahrhundert wurden Steuern in Form von Reis erhoben. Ab dem Ende des 16. Jahrhunderts entwickelte sich in Japan ein geregeltes Münzwesen. Von einigen Ausnahmen abgesehen wurden seither nur wenige Typen von Münzen produziert. Dabei war bis zur Mitte des 19. Jahrhunderts die häufigste Ausführung die runde Münze mit quadratischem Loch, danach kamen rechteckige Klippen aus Silber oder Gold. Durch die Unterschiede der Inschriften, aus denen die Namen der Herrscher und die Jahre der Prägung hervorgehen, ist dennoch eine große Vielfalt entstanden. Bei den Silber- und Goldklippen wurden Gestaltungen oft über Generationen beibehalten, eine Klippe zu einem Bu wurde von 1736 bis 1818 unverändert hergestellt. Mit dem Beginn der Meiji-Zeit 1868 endete die Produktion von Klippen in Japan.
Im 18. und 19. Jahrhundert konnten lokale Behörden die Genehmigung bekommen, eigene Münzen zur Benutzung innerhalb ihres Zuständigkeitsbereichs zu prägen. Solche Münzen waren häufig Klippen, wenn es sich um Notmünzen handelte, auch aus Blei oder Eisen. 1784 hatte die Region Sendai die Erlaubnis erhalten, fünf Jahre lang Münzen zu prägen, um den wirtschaftlichen Folgen einer Hungersnot im Norden Japans begegnen zu können. Wegen der großen Stückzahlen die geprägt wurden, gerieten diese Kupferklippen zu 1 Mon außerhalb der Region in Umlauf.

#### Kurfürstentum Sachsen

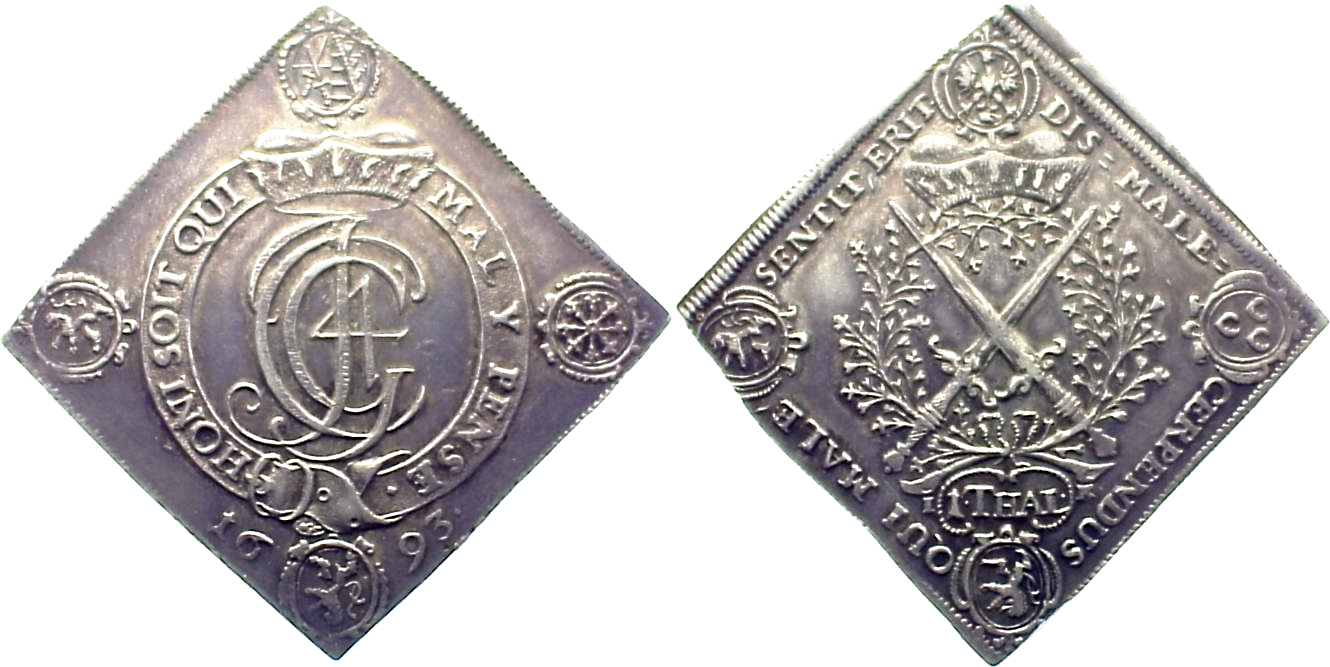
Kuranttalerklippe von 1693 zur Verleihung des Hosenbandordens an den Kurfürsten, Münzstätte Dresden

Eine der ersten Klippen im Kurfürstentum Sachsen, die als Schießkleinod ausgegeben wurde, war eine goldene Gedenkklippe, die auch als runde Münze, als Reichsgulden zu 21 Groschen (1584) geprägt wurde.
Später wurden im 16. , und 17. , Jahrhundert eine Vielzahl von Silberklippen ausgegeben, mit denen besondere Anlässe gewürdigt werden sollten. Es gab auch runde Gedenkmünzen; diese wurden häufig parallel zu den Klippen in gleicher Gestaltung und in denselben Nennwerten ausgegeben. Zu den Gedenkklippen Sachsens gehörten in der zweiten Hälfte des 17. Jahrhunderts einige Ausgaben, die auf Schützenwettbewerbe Bezug nahmen. Diese Ausgaben sind im Zusammenhang mit der Neigung der sächsischen Kurfürsten zum Schießsport und mit den im 17. und 18. Jahrhundert populären Schießklippen zu sehen, bei denen es sich nicht um Münzen, sondern um Medaillen handelte. Einige dieser Gedenkmünzen zu Schützenwettbewerben deuten mit ihren Inschriften an, dass sie als Siegerpreise vorgesehen waren.
Die folgende Tabelle listet Beispiele für sächsische Silberklippen mit den Anlässen für ihre Ausgabe auf:
| Jahr | Nennwert         | Material | Anlass der Ausgabe |
| ---- | ---------------- | -------- | --- |
| 1614 | 1 Taler, 2 Taler | Silber   | Taufe von August, Sohn des Kurfürsten Johann Georg I.                                                                   |
| 1615 | 1 Taler, 2 Taler | Silber   | Taufe von Christian, Sohn des Kurfürsten Johann Georg I.                                                                |
| 1630 | 1 Taler, 2 Taler | Silber   | Hochzeit von Maria Elisabeth, Tochter des Kurfürsten Johann Georg I., mit Friedrich III. von Schleswig-Holstein-Gottorf |
| 1662 | 1 Taler          | Silber   | Hochzeit von Erdmuth Sophie, Tochter des Kurfürsten Johann Georg II., mit Christian Ernst von Brandenburg-Bayreuth      |
| 1669 | 1 Taler          | Silber   | Geburt von Johann Georg IV., Enkel des Kurfürsten Johann Georg II.                                                      |
| 1676 | 3 Taler          | Silber   | Vogelschießen in Dresden, wurde auch als Preis vergeben                                                                 |
| 1678 | 1 Taler          | Silber   | Einweihung des neuen Schießhauses in Dresden (Vorderseite Büste des Kurfürsten, Rückseite Inschrift)                    |
| 1678 | 1 Taler          | Silber   | „Herkulesschießen“ zur Einweihung des Schützenhauses in Dresden (Vorderseite Wappen, Rückseite Herkules)                |
| 1679 | 1 Taler          | Silber   | Schießen anlässlich des Friedens von Nimwegen                                                                           |
| 1693 | 1 Taler          | Silber   | Verleihung des britischen Hosenbandordens an den Kurfürsten Johann Georg IV.                                            |
| 1697 | 1 Taler          | Silber   | Büchsenschießen beim Karneval                                                                                           |
| 1728 | 1 Taler          | Silber   | Staatsbesuch von König Friedrich Wilhelm I. von Preußen                                                                 |

#### Königreich Schweden 1624–1768

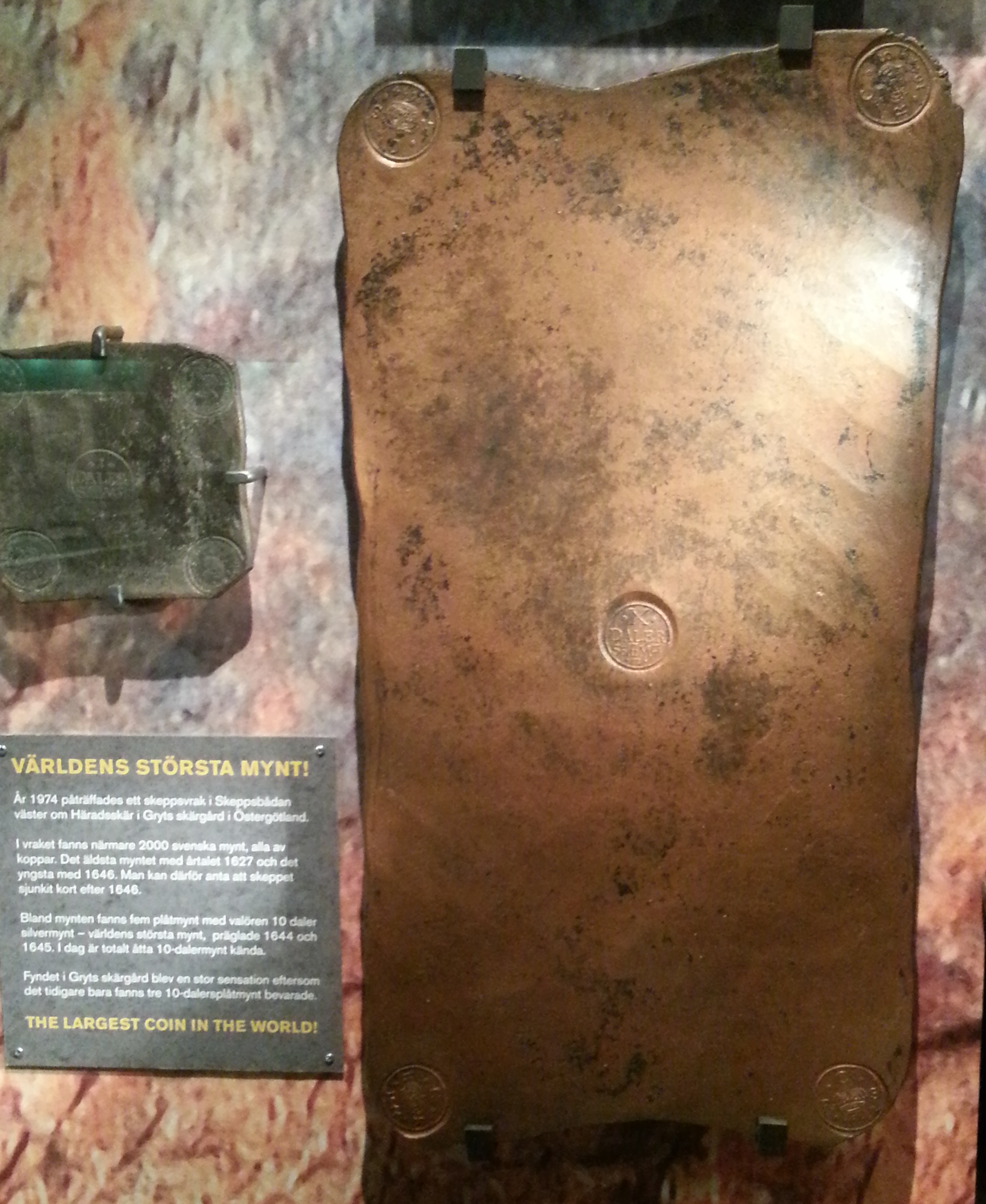
Schweden, Plattenmünze zu 10 Daler, 1644, die größte jemals gefertigte Münze

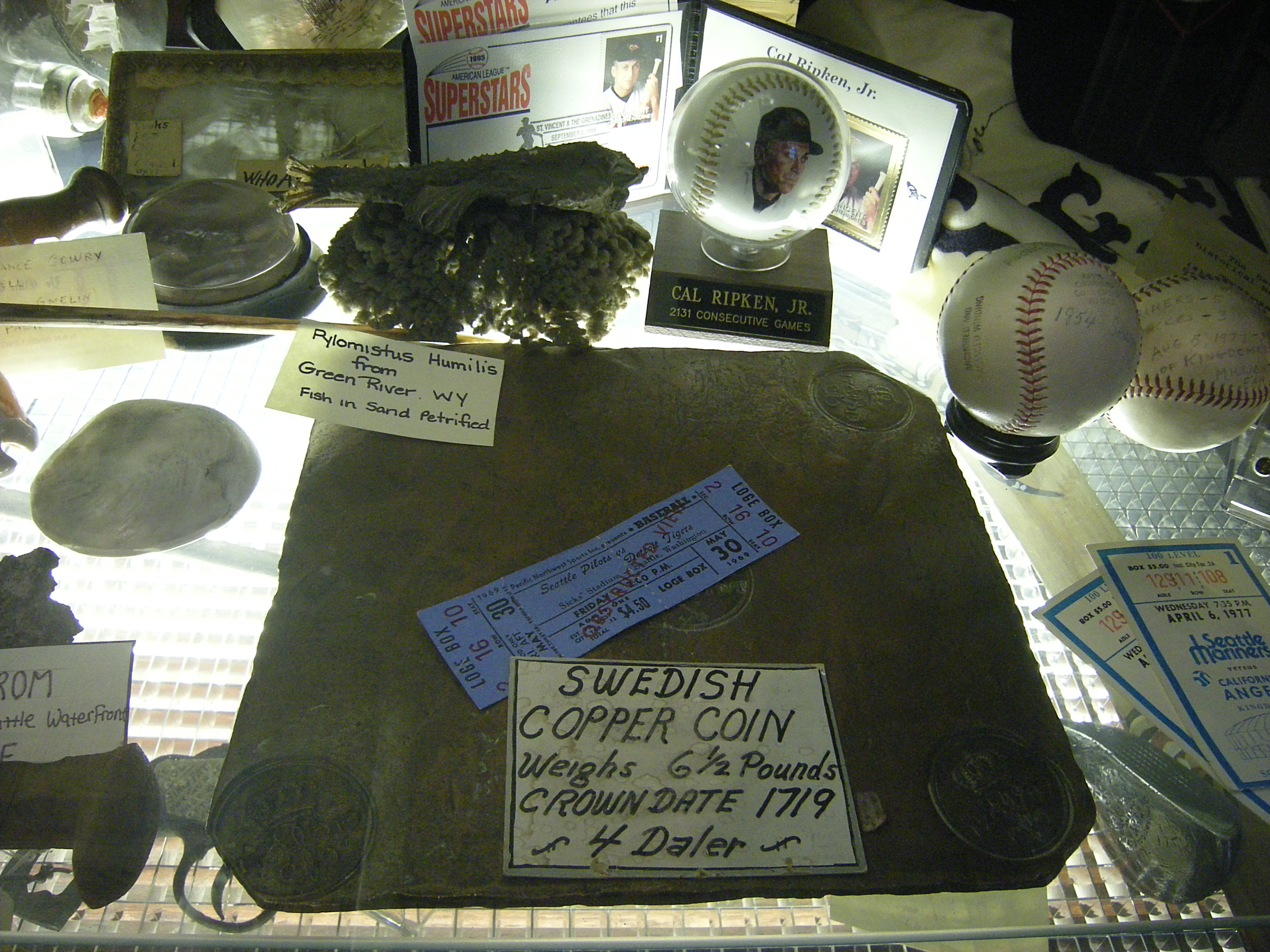
Schweden, Plattenmünze zu 4 Daler in einem Antiquitätengeschäft in Seattle, USA

Das Königreich Schweden fertigte zwischen 1624 und 1768 quadratische oder rechteckige Kupfermünzen. Hintergrund war der Mangel an Silber und Gold, und der Reichtum des Landes an Kupfer. Zunächst wurde der seit 1575 aus Silber geprägte Fyrk, mit 1/4 Öre die damals kleinste Münze, zwei Jahre lang, 1624 und 1625, als Klippe geprägt. Weitere Umlaufmünzen mit kleinen Nennwerten folgten in den Jahren danach; gleichzeitig wurden Klippen aus Silber oder Gold geprägt.
Die ab 1644 in hohen Wertstufen ausgegebenen Plattenmünzen aus Kupfer waren trotz des wenig werthaligen Materials als Bullionmünzen ausgelegt und hatten die gleichen Nennwerte wie die Silber- und Goldmünzen. Das führte zu Formaten von etwa 7,5 × 7,5 cm bis etwa 27 × 68 cm. Ungeachtet ihres Gewichts und ihrer Unhandlichkeit waren die Münzen gesetzliche Zahlungsmittel, die sowohl im internationalen Handel als auch im Handelsverkehr innerhalb Schwedens und Finnlands benutzt wurden. Die schwedischen Kupferklippen sind begehrte Sammlerstücke, und einige der höheren Wertstufen sind nur als Unikate in Museen vorhanden. Die größte jemals ausgegebene Münze ist die Plattenmünze zu 10 Daler, die 1644 und 1645 gefertigt wurde.

#### Russisches Kaiserreich 1725–1727

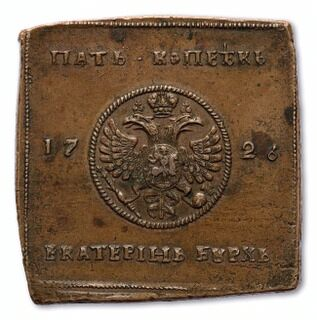
Quadratische Kupferklippe zu 5 Kopeken, Ekaterinburg 1726

Die russische Zarin Katharina I. ließ von 1725 bis 1727 eine Anzahl etwa quadratisch geformter Kupfermünzen in Wertstufen von einer Kopeke bis einem Rubel schlagen. Der Kupfergehalt der Münzen entsprach ihrem Nennwert, so dass die höheren Wertstufen groß und schwer waren. Bei der Gestaltung der Münzen dienten offenbar die schwedischen Kupferklippen von 1702 als Vorbild. Wie von vielen russischen Münzen des 18. und 19. Jahrhunderts existieren von den Kupferklippen Nowodeli (Neuabschläge; Einzahl Nowodel, russisch „Neuherstellung“), das sind Nachprägungen für Sammlerzwecke, die mit den originalen Stempeln in den russischen Münzstätten hergestellt wurden. Novodeli sind schwer von den Originalmünzen zu unterscheiden, besitzen aber im Gegensatz zu Fälschungen unter Münzsammlern einen Wert.

#### Territorialmünzen in Kalifornien 1849–1882

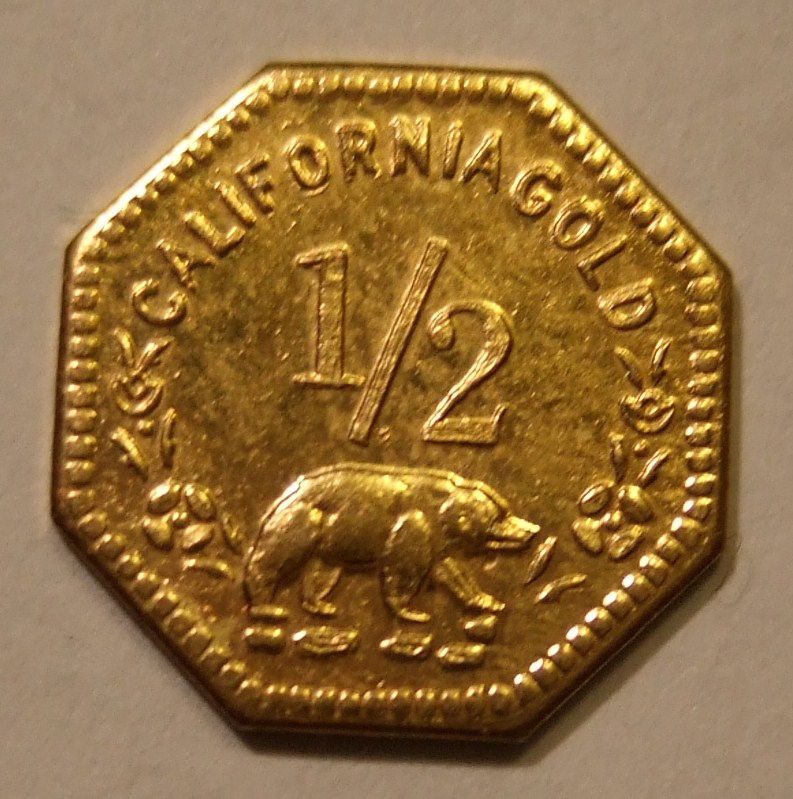
Eine kalifornische Territorialmünze aus Gold von 1852

Im 19. Jahrhundert war den Bundesstaaten der USA das Prägen eigener Münzen verboten. Das Verbot erstreckte sich jedoch nicht auf Privatleute oder deren Firmen, sofern die Münzen in ihrer Gestaltung eine Verwechslung mit staatlichen Münzen ausschlossen. Die Abgelegenheit vieler Regionen der USA führte oft zu einer mangelhaften Versorgung mit Münzen, die zur Aufrechterhaltung des Handels benötigt wurden. So wurden in einigen Staaten oder Territorien der USA, unter anderem in Kalifornien, außerhalb der staatlichen Kontrolle Münzen gefertigt und in Umlauf gebracht. Diese Münzen werden heute als territorial gold, pioneer gold oder private gold bezeichnet und sind bei amerikanischen Münzsammlern wegen ihrer Seltenheit begehrt.
In der Mitte des 19. Jahrhunderts stieg die Bevölkerungszahl in Kalifornien rasch an, auch wegen des Goldrauschs. Im Handel wurden amerikanische und ausländische Münzen benutzt, aber deren Zahl war zu gering um den Bedarf zu decken. Zunächst behalf man sich mit Goldstaub als Zahlungsmittel, die Goldsucher erhielten dabei jedoch zu wenig für ihr Gold. So begannen Goldschmiede spätestens 1852 damit, runde und achteckige Goldstücke mit Nennwerten von 0,25 bis 1 Dollar anzufertigen. Die Prägung dieses „kleinen“ kalifornischen Goldes wurde durch ein Bundesgesetz von 1864 verboten, das in Kalifornien erst 1883 durchgesetzt wurde. Von diesen Münzen existieren heute noch etwa 25.000 Stück in 500 Varianten, die von Münzsammlern unterschieden werden. Der Goldgehalt war insbesondere in den Jahren ab 1871 deutlich niedriger als es dem Nennwert der Goldstücke entsprochen hätte, und die Goldstücke wurden bereits im 19. Jahrhundert gefälscht, so wurde 1890 eine Fälscherwerkstatt in New York ausgehoben.
Goldstücke mit höheren Nennwerten als einem Dollar, bis zu 50 Dollar, entstanden seit August 1849 in dem Unternehmen des New Yorker Goldprüfers John Little Moffat, der zu Beginn des Jahres in San Francisco ein privates Büro zur Goldprüfung errichtet hatte. Später folgten andere Firmen, stets unter der Aufsicht des Schatzamtes der USA. Moffat hatte Ende 1850 einen Vertrag mit dem Schatzamt abgeschlossen, mit dem er die Aufgaben eines staatlichen Goldprüfers übertragen bekam. Ab dem 1. Januar 1851 prägte Moffat seine Münzen als „Provisorische Münzprägeanstalt der USA“, seine Produkte waren dennoch keine offiziellen Münzen. Im Februar 1852 verließ Moffat sein Unternehmen, um sich im Zusammenhang mit Tauchglocken unternehmerisch zu betätigen. Seine Firma wurde unter neuer Leitung zum – allerdings weiter privaten – „United States Assay Office of Gold“. Dieses war bis Dezember 1853 tätig, anschließend wurde in San Francisco eine staatliche Münzprägeanstalt errichtet. Die Prägung von Territorialgold dauerte bis 1855 an, und, von Ausnahmen abgesehen, zeichneten sich die „großen“ Münzen dadurch aus, dass ihr Goldgehalt dem Nennwert entsprach. Auch in anderen Territorien der USA mit einer nennenswerten Goldförderung wurden Territorialmünzen herausgegeben, die achteckigen Klippen waren jedoch charakteristisch für Kalifornien.

### Klippen im 20.Jahrhundert

#### Belgien im Ersten Weltkrieg unter deutscher Besetzung
Mit Beginn des Ersten Weltkriegs begann die Bevölkerung in Belgien Metallgeld zu horten, einschließlich kleiner Nickelmünzen zu 5, 10 und 25 Centimes, das dadurch dem Umlauf entzogen wurde. Zudem wurde von der deutschen Besatzungsmacht die Bargeldbestände von Banken beschlagnahmt, so in Lüttich. Als erste Maßnahme zur Sicherung des Geldumlaufs wurden von der belgischen Nationalbank Banknoten niedriger Nennwerte gedruckt, bis herunter zu einem und zwei belgischen Franc. Weil die belgische Nationalbank ihre umlauffähigen Banknoten und die Goldreserven nach London geschafft hatte, hob die deutsche Besatzungsmacht deren Ausgabeprivileg auf und übertrug es der Bank „Société générale“, deren Banknoten gültiges Zahlungsmittel waren. Neben den Banknoten dieser Bank wurden schon ab dem 12. August 1914, knapp eine Woche nach Beginn des deutschen Einmarsches, von letztlich 485 belgischen Gemeinden Notgeld in Papierform zur Versorgung der Bevölkerung und zur Deckung der kriegsbedingt hohen finanziellen Belastungen der Gemeinden ausgegeben.
Die Stadt Gent wurde am 12. Oktober 1914 besetzt. Am 7. November 1914 beschloss der Stadtrat von Gent Notgeld-Scheine im Wert von 1,6 Millionen belgischen Franc im Nennwert von 5, 20 und 100 Franc auszugeben, die bei der Gemeinde ab dem 1. Januar 1916 wieder einzulösen waren. Die Ausgabe dieser ersten 1,6 Millionen Franc hatte den durch die notwendige Unterstützung von Flüchtlingen und Arbeitslosen erhöhten Geldbedarf der Stadtkasse nur für kurze Zeit befriedigen können. So wurden bis zum Ende des Jahres 1915 in acht Tranchen letztlich fast 20 Millionen Franc herausgegeben, dabei nun Noten zu 50 Centimes und zu zwei Franc, sowie auf Grundlage eines Ratsbeschlusses vom 19. April 1915 „Kriegsmünzen“ aus mit Messing überzogenem Eisen zu 50 Centimes, 1 Franc und 2 Franc mit der Währungsangabe „Stad-Cent“ und der Aufschrift „Ville de Gand“. Die Münzen zu 50 Centimes und 2 Franc waren quadratische Klippen. Schon bei der ersten Ausgabe von Notgeld in Münzform war der Stadtrat, mit Blick auf Münzsammler und auf den Wert der Münzen als Andenken, davon ausgegangen, dass die auf den Münzen eingeprägte Garantie der Rücknahme ab einem bestimmten Datum oft n i c h t in Anspruch genommen würde.
Am 12. März 1917 beschloss der Stadtrat in seiner anhaltenden Finanznot weitere Ausgaben von Notgeld. Nun waren auch runde Münzen zu 5 Franc dabei. Im Prägejahr 1917 trugen sie die Währungsbezeichnungen „Francs“ und „Franken“ und die Rückzahlungsgarantie in französischer und niederländischer Sprache. Wegen eines Verbots durch die deutsche „Zivilverwaltung“, das während der Prägung der Münzen erlassen wurde, hatten die Münzen 1918 nur noch die Währungsangabe „Frank“ und einen niederländischen Text. Noch am 18. Februar 1918 wurde vom Rat der Stadt die Ausgabe von 200.000 Francs in Münzen zu 0,25 Franc, und weiteren 100.000 Francs in Münzen zu 0,10 Francs beschlossen. Acht Tage später verboten die deutschen Behörden die Verwendung von Metall. So wurden die Münzen in Form runder Pappscheiben herausgegeben. Bis zum Kriegsende hatte die Stadt Gent etwa 46 Millionen Franc Notgeld in Umlauf gebracht, darunter etwa 1,5 Millionen Münzen im Wert von fast 3,5 Millionen Franc. Damit war sie die produktivste Gemeinde, vor der Stadt Oostende, die Notgeld für 16 Millionen Franc ausgab.
Eine weitere Ausgabe von „Münzen“ ohne den Charakter eines Zahlungsmittels erfolgte 1920, als für wohltätige Zwecke Münzen aus einer Kupferlegierung mit Nennwerten von einem und zwei Franc verkauft wurden. Dabei handelte es sich um eine Klippe zu einem Franc mit dem angegebenen Prägejahr 1915; die Kriegsmünzen zu einem Franc waren jedoch rund. Möglicherweise waren diese Klippen bereits 1915 geprägt und von der Besatzungsmacht verboten worden, weil sie im Unterschied zu den anderen Münzen aus Kupfer bestanden. Die Münze von 1920 zu 2 Franc war hingegen rund und hatte als Prägejahr 1918 eingeschlagen. Die vorherigen Münzen zu 2 Franc waren Klippen, ausschließlich mit der Jahreszahl 1915.

#### Königreich der Niederlande und niederländische Kolonien

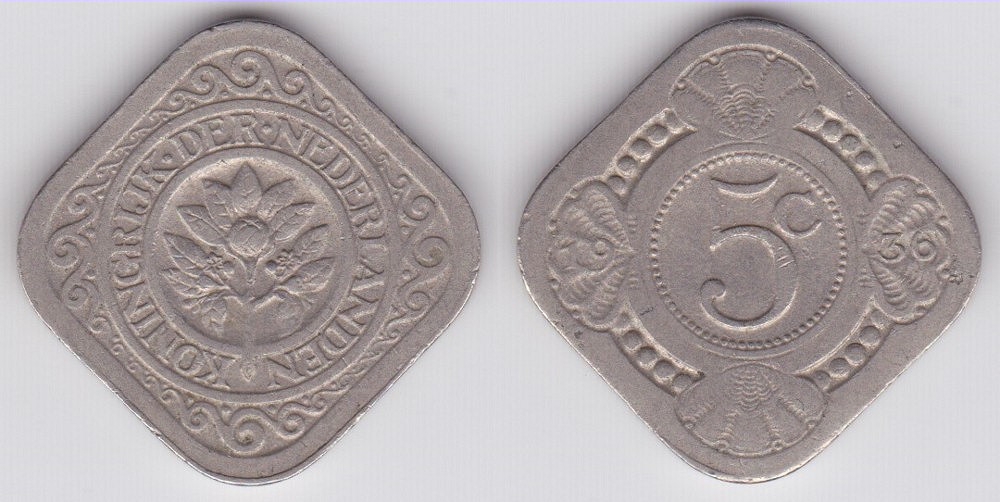
Niederlande, Münze zu 5 Cent aus Kupfer-Nickel von 1936

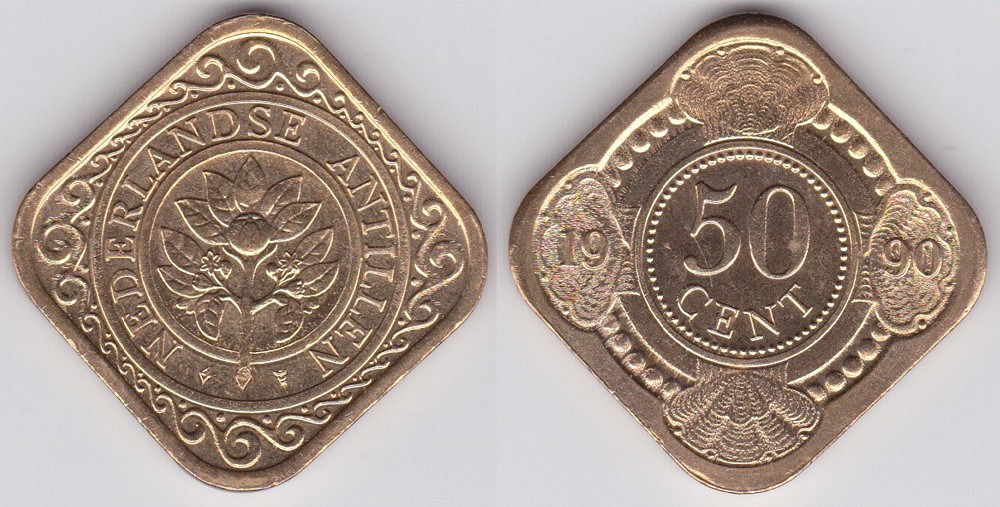
Niederländische Antillen, Münze zu 50 Cent aus vernickeltem Stahl von 1989

Von 1913 bis 1940 wurde in den Niederlanden die Umlaufmünze zu fünf Cent als quadratische Klippe aus einer Kupfer-Nickel-Legierung geprägt. In den Jahren 1941 bis 1943 folgten unter der deutschen Besatzung ebenfalls quadratische Klippen aus Zink, die eine sehr einfache Gestaltung aufwiesen und so als Notmünzen zu erkennen sind. Auch in verschiedenen niederländischen Kolonien und Überseegebieten wurden im 20. Jahrhundert immer wieder Kursmünzen als Klippen ausgegeben, die 1943 und 1948 auf Curacao herausgebrachten Münzen zu fünf Cent hatten das gleiche Design wie die Prägungen des Mutterlandes von 1913–1940. Ebenso gestaltet waren die Münzen der niederländischen Antillen zu fünf Cent, die von 1957 bis 1970 erschienen. Im Jahr 1971 wurde der Entwurf unter Beibehaltung der Form durch einen moderneren ersetzt. 1976 und 1977 folgten zwei achteckige Anlagemünzen aus Gold mit dem Nennwert 200 Gulden, und ab 1989 eine quadratische Kursmünze zu 50 Cent, die ihren Vorgängern zu fünf Cent ähnelte. Mit diesen letzten drei Ausgaben haben die Klippen auf den niederländischen Antillen den Bereich des Alltagsgeldes verlassen und sind zu Sammlermünzen geworden, denn seit dem Prägejahr 1993 wurden die Münzen zu 50 Cent in mehreren Jahren nur noch mit kompletten Kursmünzensätzen abgegeben, also lediglich für den Sammlermarkt produziert.

#### Argentinische Republik 1993
Am 1. Januar 1993 wurde als neue Währung der Argentinische Peso zu 100 Centavos eingeführt. Die Münze zu 1 Centavo mit dem Prägejahr 1992 ist aus Aluminium-Bronze gefertigt und existiert in zwei Varianten, die Prägungen des Jahres 1992, für die erstmalige Ausgabe, waren achteckig; ab dem Prägejahr 1993 wurden runde Münzen gefertigt. Diese Münze ist eine geringwertige Umlaufmünze und als solche ein Objekt des alltäglichen Bedarfs, ohne Bezug zum Sammlermarkt.

#### Republik Chile bis heute
Die Republik Chile gibt seit vielen Jahren und bis heute acht- oder zehnseitige Umlaufmünzen in kleinen und mittleren Wertstufen heraus. Dabei sind in der aufsteigenden Reihe der Nennwerte das Prägemetall und die Formen so gewählt, dass eine Verwechslung der Münzen im Alltag erschwert wird. So sind die Münzen zu einem und fünf Peso achteckig, aber die zu einem Peso besteht aus Aluminium, und die zu fünf Peso aus einer Aluminium-Bronze-Legierung, die zehneckige Münze zu 50 Peso unterscheidet sich von den Münzen zu 10 und 100 Peso durch Form und Gewicht.

#### Republik Armenien seit 2000

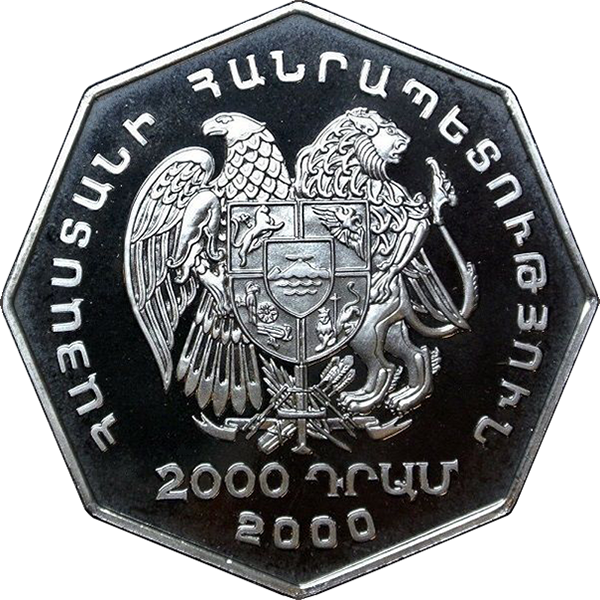
Silberklippe zu 2000 Dram, Ausgabe zur Jahrtausendwende, Armenien 2000

Ein Beispiel für ein Land das heute in großer Zahl ungewöhnlich geformte oder farbige Gedenkmünzen, auch Klippen, herausgibt ist die Republik Armenien. Der 1991 gegründete Staat gibt seit 1994 Gedenkmünzen aus Gold oder Silber heraus, die erste Klippe war im Jahr 2000 eine achteckige Silberklippe „New Millennium“ mit einer Darstellung des heiligen Georg im Nennwert von 2.000 Dram. Eine der letzten Ausgaben war 2012 als bislang vierte Klippe der Serie „Künstler“ eine rechteckige Silberklippe im Format 28 × 40 mm, im Nennwert von 100 Dram, mit der der sowjetische Filmregisseur Sergei Paradschanow geehrt werden soll. Für 2013 sind mindestens zwei weitere Klippen geplant.

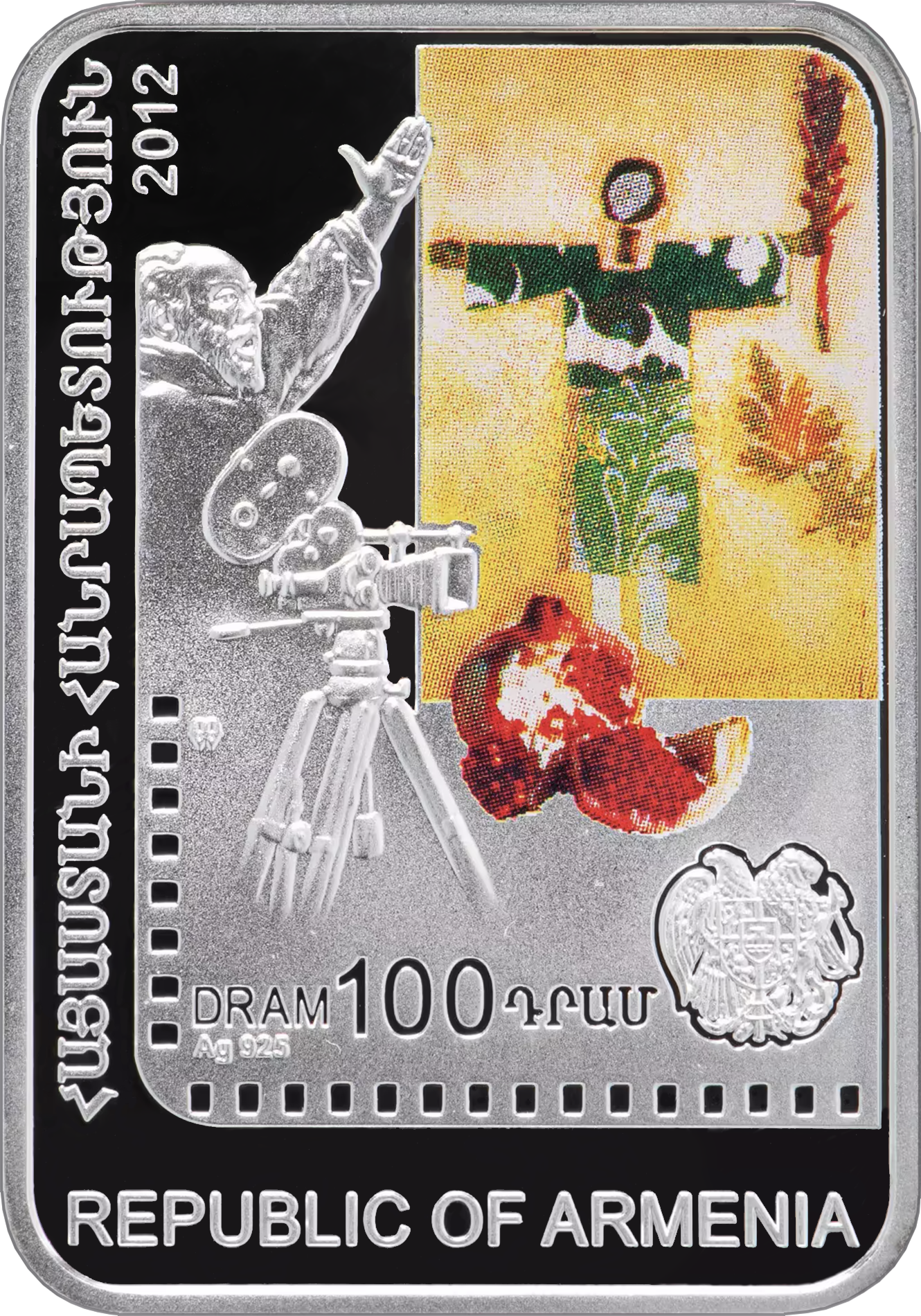
Silberklippe zu 100 Dram, Armenien 2012

Neben nationalen Motiven finden sich im Ausgabeprogramm Armeniens auch Ausgaben, die ohne Bezug zum Land auf den Sammlermarkt zielen, wie eine Serie seit 2008 geprägter Silbermünzen, mit Darstellungen international bekannter Fußballspieler; darunter 2009 auch Franz Beckenbauer. Die abgebildete Klippe der Serie „Künstler“ wurde von der polnischen Münze vorgeschlagen und geprägt, die im Rahmen der internationalen Serie „Künstler der Welt“ auch Münzen für Neuseeland, Niue und Weißrussland prägt. Fast alle anderen Sondermünzen stammen von der Königlichen Niederländischen Münze. Der Kontakt Armeniens mit beiden Prägeanstalten wird über Coin Invest Trust in Liechtenstein abgewickelt, die eines der bedeutendsten Unternehmen im internationalen Handel mit Sammlermünzen ist. Die Silber- und Goldmünzen Armeniens sind gesetzliche Zahlungsmittel, werden aber auch von der armenischen Zentralbank als „Sammlermünzen“ bezeichnet. In einem an Sammler und Numismatiker gerichteten Fragebogen aus dem Jahr 2011, erkundigt sich die Zentralbank nicht nur nach dem bevorzugten Metall und den Themen der gewünschten Münzausgaben. Erfragt wird daneben die Haltung des Sammlers gegenüber Sammlermünzen, die mit eingebetteten Edelsteinen oder farbigen Aufdrucken verziert sind oder die in ungewöhnlichen Formen wie Vielecken, Quadraten oder Ovalen geprägt sind.
Dass die Ausgabe der Gedenkmünzen Armeniens, einschließlich der Klippen, nicht am Bedarf der Bevölkerung an Umlaufmünzen orientiert ist, zeigt der Vergleich der Nominale. So hatten die 1994 geprägten Kursmünzen aus Aluminium Wertstufen von 10 Luma (0,1 Dram) bis 10 Dram, die bis 2002 herausgegebenen Sondermünzen aus Silber und Gold hatten Wertstufen von 5 Dram bis 100.000 Dram. Die seit 2003 ausgegebenen Umlaufmünzen haben Nennwerte von 10 Dram bis 500 Dram, gegenüber 100 Dram bis 50.000 Dram bei den Sammlermünzen. Die armenische Zentralbank betreibt in Jerewan ein Ladengeschäft unter dem Namen „Numismatist“. Die folgende Tabelle gibt Auflagen, Nennwerte und Ladenverkaufspreise einiger Sammlermünzen an:
| Münze | Ausgabejahr | Material    | Auflage        | Nennwert    | Verkaufspreis | Faktor |
| --- | ----------- | ----------- | -------------- | ----------- | ------------- | ------ |
| Iwan Konstantinowitsch Aiwasowski, rechteckige Klippe | 2006        | Silber      | bis zu 5.000   | 100 Dram    | -             | -      |
| Franz Beckenbauer, rund, mit farbigem Aufdruck | 2009        | Silber      | bis zu 200.000 | 100 Dram    | 22.600 Dram   | 226    |
| Sergei Paradschanow, rechteckige Klippe | 2012        | Silber      | bis zu 5.555   | 100 Dram    | -             | -      |
| 20 Jahre Armenische Streitkräfte, achteckige Klippe | 2012        | Silber      | 500            | 1.000 Dram  | 30.000 Dram   | 30,0   |
| 20 Jahre Armenische Streitkräfte, achteckige Silberklippe und runde Goldmünze im Set (die Auflage bezieht sich auf die geprägte Münzauflage, nicht auf die Sätze) | 2012        | Gold/Silber | jeweils 500    | 11.000 Dram | 236.000 Dram  | 21,5   |
| 150. Geburtstag von Stepan Aghajanian, rechteckige Klippe | 2013        | Silber      | 500            | 100 Dram    | 35.500 Dram   | 355,0  |
| 100. Geburtstag von Ara Beqaryan, rechteckige Klippe | 2013        | Silber      | 500            | 100 Dram    | 35.500 Dram   | 355,0  |

Münzen aus Edelmetallen mit hohen Nennwerten werden von vielen Staaten ausgegeben. Ein Beispiel sind die Goldmünzen zu 200 Euro der Bundesrepublik Deutschland. Bei solchen Anlagemünzen steht der Nennwert in einem angemessenen Verhältnis zum Gehalt der Münzen an Edelmetall. Für den Verkaufspreis gilt dasselbe, und der Wiederverkaufswert schwankt mit dem Gold- oder Silberpreis. Anlagemünzen können auch als Klippen gefertigt werden. Die Mehrzahl der in den vergangenen Jahren von Armenien herausgegebenen Klippen findet sich jedoch im Verkaufsangebot der Zentralbank vor Ort nicht wieder und die dort und weltweit von Münzhändlern geforderten Verkaufspreise betragen ein Vielfaches des Nennwerts. Eine „Geldanlage“ in derartige Produkte, um die intensiv geworben wird, kommt angesichts des Wiederverkaufswerts derartiger Münzen dem Totalverlust der Anlage gleich. Die Republik Armenien ist nur ein Beispiel für eine Vielzahl von Staaten, deren Münzprogramm vom internationalen Markt für Sammlermünzen bestimmt wird. Da praktische Erwägungen in Bezug auf das Format der Sammlerstücke keine Rolle spielen, sondern ungewöhnliche Formen die Gepräge zusätzlich attraktiv machen, werden moderne Klippen zukünftig in großer Zahl erscheinen. Dasselbe gilt für private Ausgaben von „Gedenkmünzen“ zu besonderen Themen oder Anlässen, bei denen es sich um Medaillen ohne Funktion als Zahlungsmittel handelt.
Ähnliches gilt für bestimmte Nachbildungen in Klippenform. Die Prägung der teuersten Reichsmünze, der Gedenkmünze zum 400-jährigen Reformationsjubiläum 1917 in Klippenform ist privates Machwerk. Das ist hier abwertend für ein Erzeugnis zu verstehen, das einen besonderen Wert vortäuscht, den es nicht hat. Das Stück hat es so nicht gegeben.